# Guerra de Sucessão Austríaca
A Guerra da Sucessão Austríaca (1740–1748) foi uma guerra que envolveu a maioria das grandes potências da Europa sobre a questão da sucessão de Maria Teresa à Monarquia de Habsburgo. A guerra incluiu eventos periféricos, como a Guerra do Rei Jorge na América do Norte, a Guerra da Orelha de Jenkins (que começou formalmente em 23 de outubro de 1739), a Primeira Guerra Carnática na Índia, o levante jacobita de 1745 na Escócia e a Primeira e a Segunda Guerras da Silésia.
A causa da guerra foi a alegada inelegibilidade de Maria Teresa para suceder seu pai, Carlos VI, nas possessões da monarquia habsburgo na Europa, já que a lei sálica impedia a herança real por uma mulher, e segundo o Pacto de Sucessão Mútuo de 1703 firmado entre o Imperador Leopoldo I e seus filhos, se a linha masculina da dinastia habsburgo se extinguisse, as filhas de José I teriam maior direito a sucessão. Essa seria a justificativa essencial para a França e a Prússia, unidas pela Baviera, desafiarem o poder dos Habsburgo. Maria Teresa foi apoiada pela Grã-Bretanha, República Holandesa, Sardenha e Saxônia.
Desde 1739, a Espanha lutava a Guerra da Orelha de Jenkins contra a Grã-Bretanha, que ocorreu principalmente nas Américas. Juntou-se à guerra na Europa, na esperança de recuperar suas antigas possessões no norte da Itália, agora mantidas pela Áustria. Tendo reconquistado o Reino de Nápoles em 1735, isso restauraria os territórios perdidos sob o Tratado de Utreque em 1713.
A guerra terminou com o Tratado de Aquisgrão em 1748, pelo qual Maria Teresa foi confirmada como arquiduquesa de Áustria e rainha da Hungria, mas a Prússia manteve o controle da Silésia. No entanto, os problemas subjacentes não foram resolvidos; combinado com a revolta política na Europa, isso resultou na Guerra dos Sete Anos de 1756-1763.

## Antecedentes
A causa imediata da Guerra da Sucessão Austríaca foi a morte do imperador Carlos VI (1685–1740) que morreu deixando a questão da sucessão dos territórios austríacos inconclusiva.

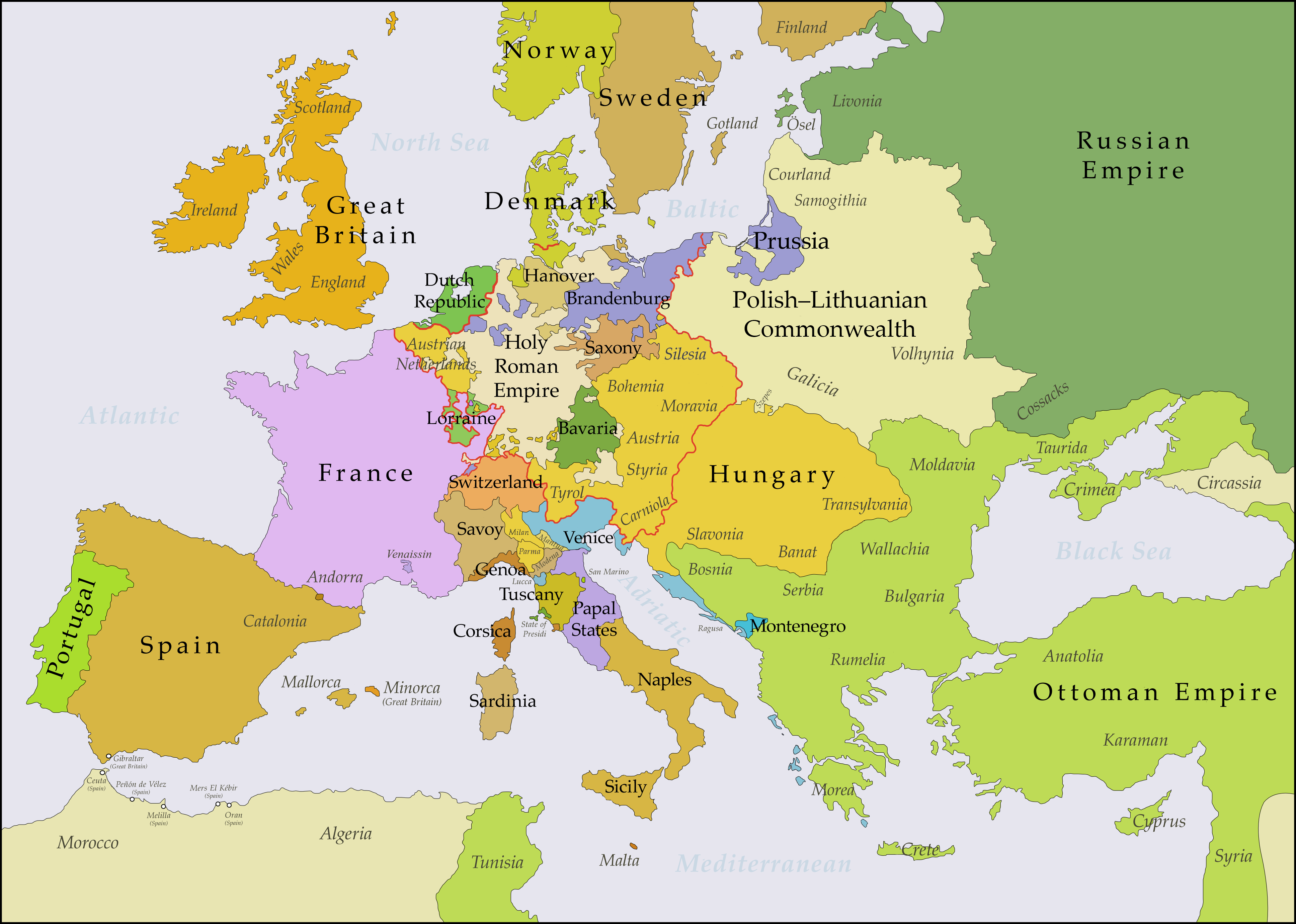
Europa em 1740, após a assinatura do Tratado de Viena (1738) que deu fim a Guerra de sucessão polonesa. As possessões Habsburgos estão em amarelo claro

O Pacto de Sucessão Mútuo de 1703 entre o imperador Leopoldo I e seus filhos José e Carlos concordou que, se os Habsburgos se extinguissem na linhagem masculina, seus bens iriam primeiro para as herdeiras de José, e depois para as de Carlos. Como a lei sálica excluía as mulheres da herança, isso exigia a aprovação dos vários territórios dos Habsburgo (Os habsburgos não governavam um reino unificado e sim vários reinos diferentes com distintas instituições e leis) de e da Dieta Imperial.
José morreu em 1711, deixando duas filhas, Maria Josefa e Maria Amália, e Carlos se tornou o último Habsburgo masculino. Em abril de 1713, ele emitiu a Sanção Pragmática, permitindo a herança feminina, mas depois colocando suas próprias filhas hipotéticas à frente das de José.
O nascimento de Maria Teresa em 1717 garantiu que a questão da sucessão dominasse o resto do reinado de Carlos. Em 1719, Carlos exigiu que suas sobrinhas Maria Josefa e Maria Amália renunciassem seus direitos a favor de Maria Teresa, a fim de se casarem com Frederico Augusto da Saxônia e Carlos Alberto da Baviera, respectivamente. Carlos esperava que esses casamentos garantissem a posição de sua filha, já que nem a Saxônia nem a Baviera podiam tolerar o outro controlando a herança dos Habsburgos, mas suas ações minaram a lógica do acordo. Uma questão familiar tornou-se europeia devido às tensões no interior do Sacro Império Romano, causadas por aumentos dramáticos no tamanho e no poder da Baviera, Prússia e Saxônia, espelhados pela expansão pós-1683 do poder de Habsburgo em terras anteriormente mantidas pelo Império otomano. Mais complexidade surgiu então do fato de que a posição eleita teoricamente do Sacro Imperador Romano-Germânico era ocupada pelos Habsburgos desde 1437. Essas eram as forças centrífugas por trás de uma guerra que reformulou o equilíbrio de poder europeu tradicional; as várias reivindicações legais eram em grande parte pretextos e vistas como tais.
A Baviera e a Saxônia recusaram-se a ficar vinculadas pela decisão da Dieta Imperial, enquanto em 1738 a França concordou em apoiar as 'justas reivindicações' de Carlos Alberto da Baviera, apesar de aceitar anteriormente a Sanção Pragmática em 1735. Tentativas de compensar isso envolveram a Áustria na Guerra da Sucessão Polonesa de 1734-1735 e na Guerra Russo-Turca de 1735-1739, sendo seriamente enfraquecida pelas perdas sofridas. Composto pelo fracasso em preparar Maria Teresa para seu novo papel, muitos estadistas europeus estavam céticos. A Áustria poderia não sobreviver à disputa que se seguiria à morte de Charles, que finalmente ocorreu em outubro de 1740.

## Visão geral e estratégias militares

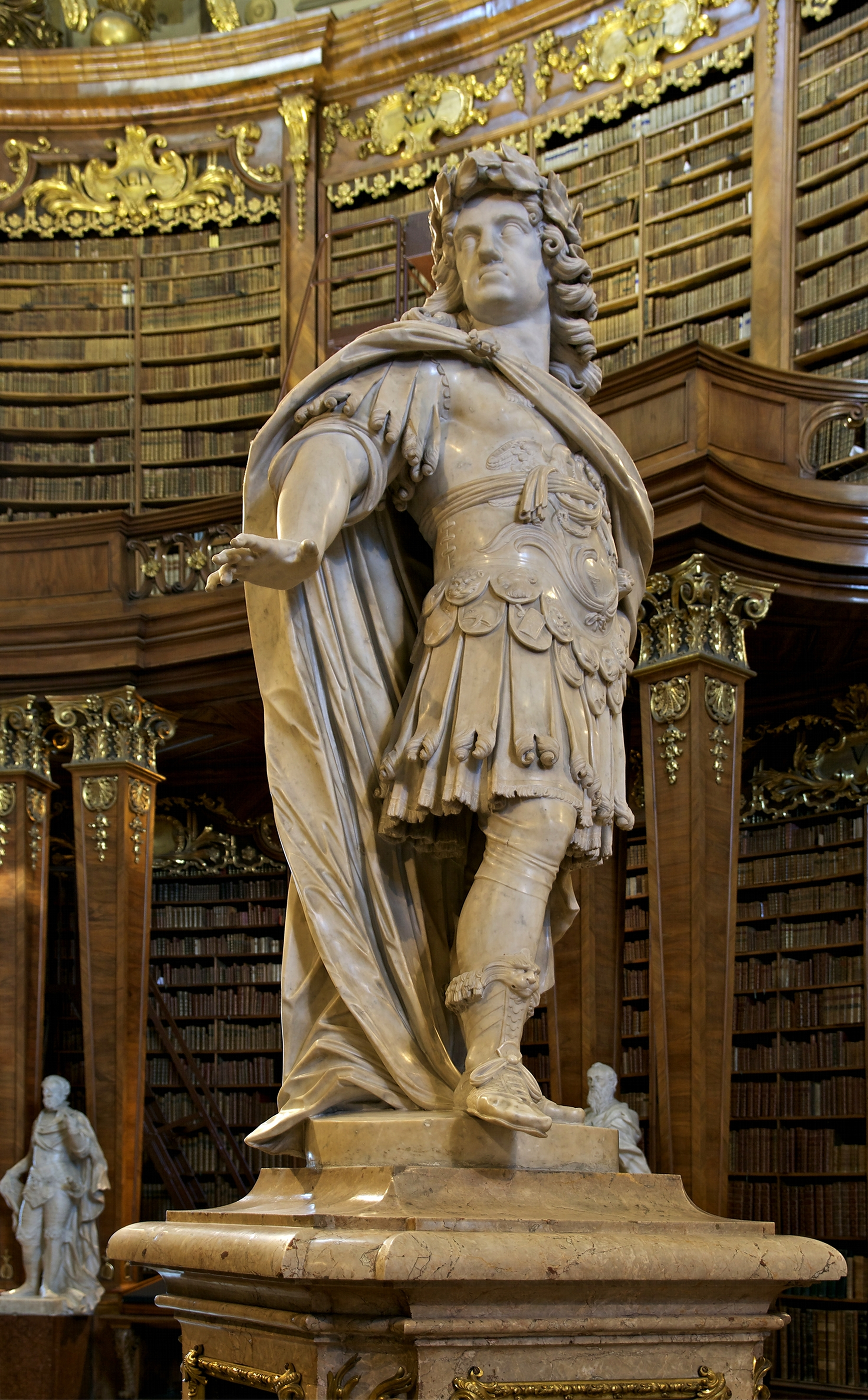
Estátua de Carlos VI, pai de Maria Teresa da Áustria, na Biblioteca Nacional Austríaca

A guerra pode ser dividida em três conflitos conectados, mas distintos. Primeiro, a Prússia e a Áustria travaram as guerras silesianas pelo controle da Silésia. Segundo, a França pretendia enfraquecer a Áustria na Alemanha, enquanto a Espanha procurava recuperar os territórios da Itália perdidos para a Áustria após a Guerra da Sucessão Espanhola. Terceiro, a Grã-Bretanha lutou com a França em uma disputa cada vez mais global pela supremacia imperial. No final, a conquista francesa da Holanda austríaca deu-lhes um domínio claro em terra, enquanto as vitórias navais britânicas a tornaram ainda mais dominante no mar.
Durante grande parte do século XVIII, a França abordou suas guerras da mesma maneira: permitiria que suas colônias se defendessem ou ofereceria apenas uma ajuda mínima (enviando-lhes apenas um número limitado de tropas ou soldados inexperientes), antecipando que lutas pelas colônias provavelmente estaria perdido de qualquer maneira. Essa estratégia foi, até certo ponto, imposta à França: a geografia, juntamente com a superioridade da marinha britânica, dificultava a marinha francesa fornecer suprimentos e apoio significativos às colônias francesas. Da mesma forma, várias longas fronteiras terrestres tornaram um exército doméstico eficaz imperativo para qualquer governante da França. Dadas essas necessidades militares, o governo francês, surpreendentemente, baseou sua estratégia esmagadoramente no exército da Europa: manteria a maior parte de seu exército no continente europeu, esperando que essa força fosse vitoriosa perto de casa. No final da Guerra da Sucessão Austríaca, a França devolveu suas conquistas europeias, recuperando bens perdidos no exterior como Louisbourg, restaurando amplamente o status quo ante no que dizia respeito à França.
Os britânicos — por inclinação e por razões pragmáticas — tendiam a evitar compromissos de tropas em larga escala no continente. Eles procuraram compensar a desvantagem criada na Europa, aliando-se a uma ou mais potências continentais cujos interesses eram antitéticos aos de seus inimigos, principalmente a França. Na guerra da sucessão austríaca, os britânicos se aliaram à Áustria; na época da Guerra dos Sete Anos, eles estavam aliados ao seu antigo inimigo, a Prússia. Em acentuado contraste com a França, a Grã-Bretanha se esforçou para processar ativamente a guerra nas colônias, uma vez envolvida na guerra, aproveitando ao máximo seu poder naval. Os britânicos seguiram uma estratégia dupla debloqueio naval e bombardeio de portos inimigos, e também utilizou sua capacidade de mover as tropas por mar ao máximo. Eles assediavam a navegação inimiga e atacavam postos avançados inimigos, frequentemente usando colonos de colônias britânicas próximas no esforço. Esse plano funcionou melhor na América do Norte do que na Europa, mas preparou o terreno para a Guerra dos Sete Anos.

### Métodos e tecnologias
A guerra europeia no início do período moderno foi caracterizada pela adoção generalizada de armas de fogo em combinação com armas brancas mais tradicionais. Exércitos europeus do século XVIII foram construídas em torno de unidades de amontoados de infantaria armados com mosquetes de pederneira e baionetas. Unidades de cavalaria de vários pesos armados com sabres e pistolas foram usadas para táticas de reconhecimento e choque. A artilharia de ponta lisa forneceu suporte de fogo e desempenhou o papel principal na guerra de cerco. Neste período, a guerra estratégica centrou-se no controle das principais fortificações posicionadas de modo a comandar as regiões e estradas circundantes, com cercos prolongados, uma característica comum do conflito armado, e batalhas decisivas de campo relativamente raras.
A Guerra da Sucessão Austríaca e a maioria das guerras europeias do século XVIII foram travadas como as chamadas guerras de gabinete, nas quais exércitos regulares disciplinados eram equipados e fornecidos pelo Estado para conduzir a guerra em nome dos interesses do soberano. Territórios inimigos ocupados eram regularmente tributados e extorquidos por fundos, mas atrocidades em larga escala contra populações civis eram raras em comparação com conflitos no século anterior. A logística militar foi o fator decisivo em muitas guerras, uma vez que os exércitos haviam crescido demais para se sustentar em campanhas prolongadas apenas procurando e saqueando. Os suprimentos militares eram armazenados em revistas centralizadas e distribuídos por trens de bagagem que eram altamente vulneráveis a ataques inimigos. No geral, os exércitos eram incapazes de sustentar operações de combate durante o inverno e normalmente estabeleciam aposentos de inverno na estação fria, retomando suas campanhas com o retorno da primavera.

## A guerra

### Campanha Silesiana de 1740

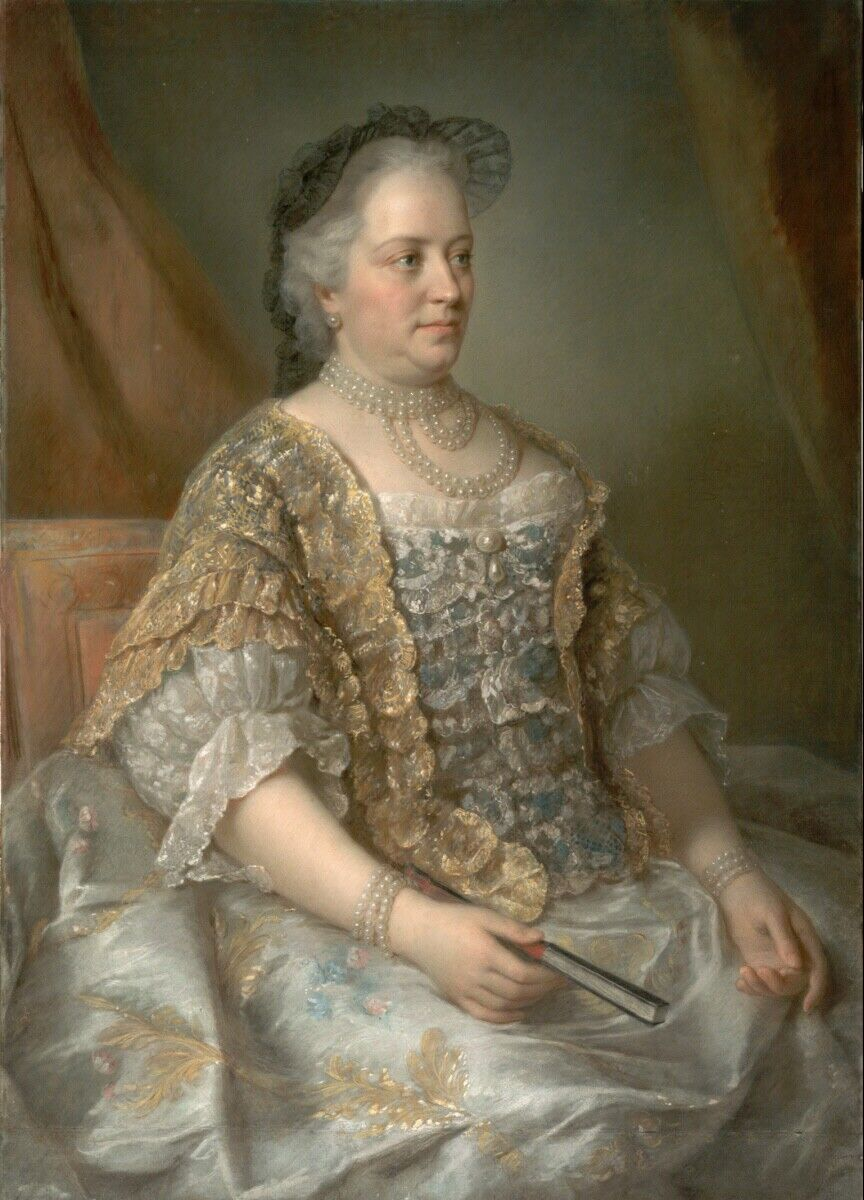
Maria Teresa da Áustria, por Jean-Étienne Liotard, 1762

Aos 28 anos, Frederico II sucedeu a seu pai Frederico Guilherme I como rei da Prússia em 31 de maio de 1740. Embora a Prússia tenha aumentado em importância nas últimas décadas, seus territórios díspares e dispersos a impediram de exercer poder significativo e Frederico pretendia mudar isso. A morte do imperador Carlos VI, em 20 de outubro de 1740, proporcionou uma oportunidade para adquirir a Silésia, mas ele precisou fazê-lo antes que Augusto da Saxônia e Polônia pudessem se antecipar. Graças a Frederico Guilherme I e Leopoldo I, Príncipe de Anhalt-Dessau, o exército prussiano foi mais bem treinado e liderado do que seus oponentes. Frederico Guilherme evitara amplamente entrar em combates recentes, enquanto melhorava seu exército permanente de 80 mil homens que era desproporcionalmente grande, com cerca de 4% de seus 2,2 milhões de habitantes. Com uma população de 16 milhões, a Áustria tinha uma força permanente autorizada de 157 mil tropas, embora as restrições financeiras significassem que seu tamanho real era consideravelmente menor que o de 1740. Como eles tinham uma área muito maior para defender, seu exército era mais "uma peneira" do que um escudo contra invasão estrangeira.
Além a essas vantagens qualitativas, Frederico garantiu uma guerra de duas frentes através de um tratado secreto com a França em abril de 1739, que concordava que a França atacaria a Áustria a oeste, enquanto a Prússia o faria a leste. No início de dezembro de 1740, o exército prussiano se reuniu ao longo do rio Oder e, em 16 de dezembro, invadiu a Silésia sem uma declaração formal de guerra.

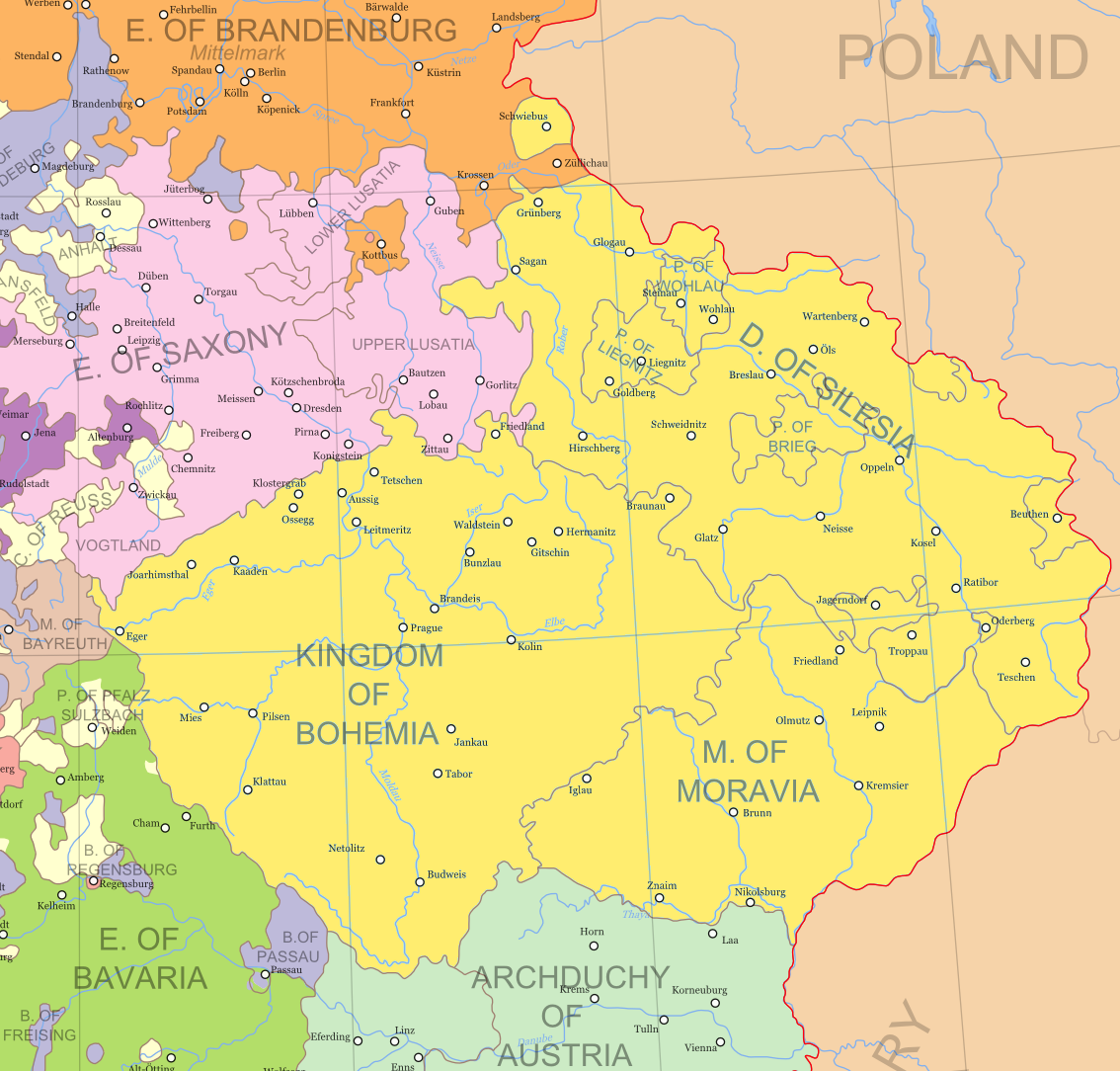
Reino da Boêmia em 1740

Os recursos militares austríacos estavam concentrados na Hungria e na Itália e eles tinham menos de 3 mil soldados na Silésia, embora esse número tenha aumentado para 7 mil pouco antes da invasão. Eles mantiveram as fortalezas de Glogau, Breslau e Brieg, mas abandonaram o resto da província e se retiraram para a Morávia, e ambos os lados foram para os aposentos de inverno.
Esta campanha deu à Prússia o controle da maior parte da província mais rica do Império Habsburgo, contendo uma população de mais de um milhão, o centro comercial de Breslau, junto com as indústrias de mineração, tecelagem e tingimento. No entanto, Frederico subestimou a determinação de Maria Teresa em reverter sua perda, enquanto a retenção de fortalezas austríacas no sul da Silésia significava que uma vitória rápida não poderia ser alcançada.

### Campanha de 1741

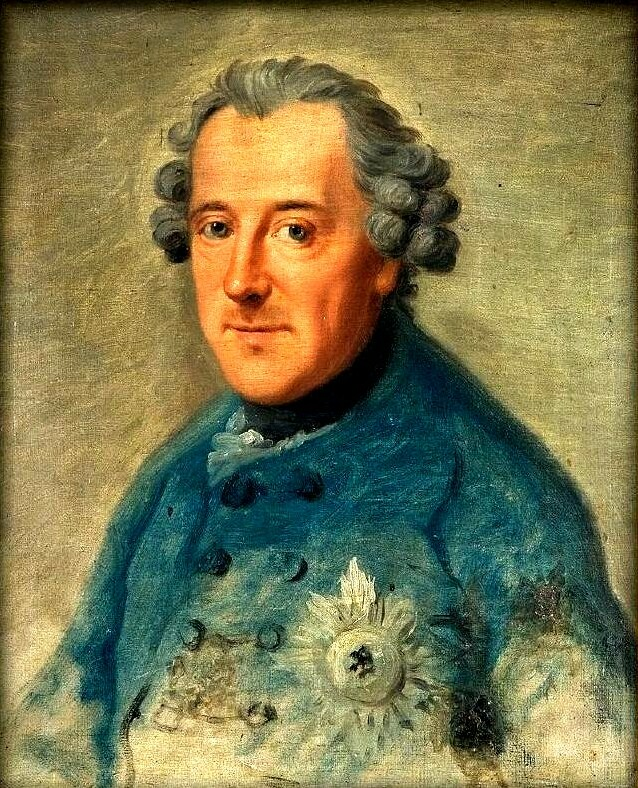
Frederico II da Prússia, também chamado de Frederico, o Grande. Por Johann Georg Ziesenis, 1763

No início do ano, um novo exército de campo austríaco, sob o comando do general Wilhelm Reinhard von Neipperg, aliviou Neisse e marchou sobre Brieg, ameaçando cortar os prussianos. Em 10 de abril, o exército de Frederico capturou os austríacos nos campos cobertos de neve perto de Mollwitz. Foi a primeira vez que Frederico liderou tropas para a batalha. A vitória que Frederico alcançou na batalha de Mollwitz foi uma experiência de aprendizado para o jovem rei, que partiu do campo pouco antes de suas tropas derrotarem os austríacos; suas táticas e sua cavalaria eram bastante desajeitadas, e a vitória só foi obtida devido à disciplina da infantaria prussiana e seu comandante veterano, o campo Marshall Kurt von Schwerin.
Frederico obteve uma aliança com os franceses contra os austríacos, assinando o Tratado de Breslau em 5 de junho. Assim sendo, os franceses começaram a atravessar o Reno em 15 de agosto e juntaram-se às forças dos eleitores da Baviera no Danúbio e avançaram em direção a Viena. As forças combinadas dos franceses e bávaros capturaram a cidade austríaca de Linz em 14 de setembro. No entanto, nesse ponto, o objetivo foi subitamente mudado e, após muitas contrapartidas, os aliados anti-austríacos avançaram, em três corpos amplamente separados, para Praga. Um corpo francês mudou-se através de Amberge e Pilsen. O eleitor marchou em Budweis e os saxões (que agora haviam se juntado aos aliados contra a Áustria) invadiram a Boêmia pelo vale do Elba. Os austríacos podiam a princípio oferecer pouca resistência, mas em pouco tempo uma força considerável interveio em Tábor entre o Danúbio e os aliados, e tropas austríacas, incluindo Neipperg, logo foram transferidas da Silésia de volta ao oeste para defender a capital austríaca, Viena, dos franceses.

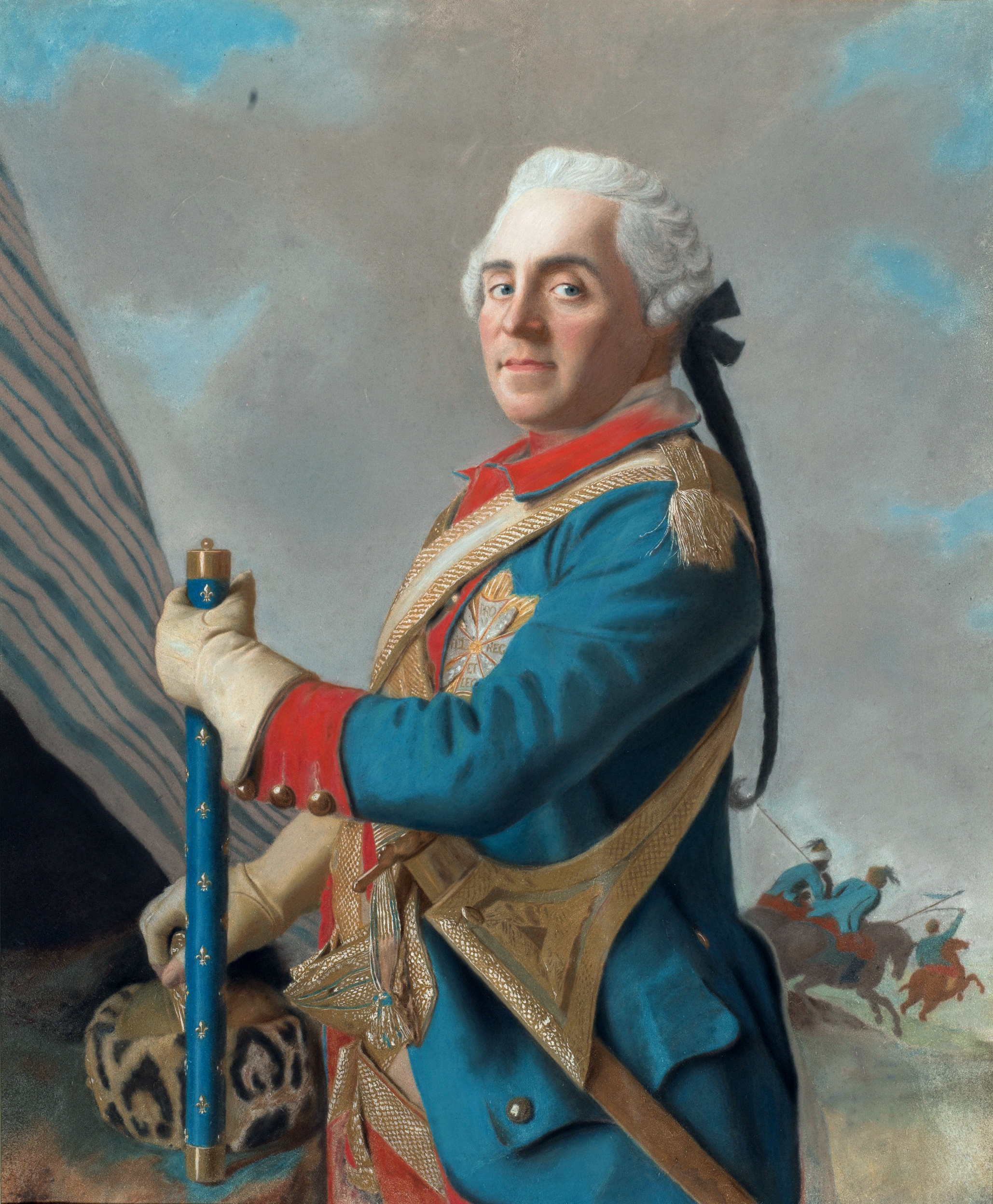
Maurício da Saxônia, filho ilegítimo do rei Frederico Augusto I e comandante militar durante a Guerra de sucessão austríaca. Por Jean-Étienne Liotard

Com menos tropas austríacas na Silésia, Frederico passou a ter mais facilidade. As fortalezas restantes na Silésia foram tomadas pelos prussianos. Antes de deixar a Silésia, o general austríaco Neipperg fez um curioso acordo com Frederico, o chamado acordo de Klein-Schnellendorf (9 de outubro de 1741). Por esse acordo, a fortaleza de Neisse se rendeu após um cerco simulado, e os prussianos concordaram em deixar os austríacos partirem sem serem molestados, liberando o exército de Neipperg para servir em outros lugares. Ao mesmo tempo, os húngaros, entusiasmados com o apelo pessoal, em setembro de 1741, de Maria Teresa, colocaram em campo um levée en masse, ou "insurreição", que forneceu ao exército regular uma força inestimável de mais de 60 mil soldados. Um novo exército foi reunido sob o marechal de campo Khevenhüller em Viena, e os austríacos planejaram uma campanha ofensiva de inverno contra as forças franco-bávaras na Boêmia e o pequeno exército bávaro que permaneceu no Danúbio para defender o eleitorado.
Enquanto isso, Maurício de Saxe, nascido na Saxônia, e uma pequena força francesa invadiram Praga em 26 de novembro de 1741. Francisco Estevão, marido de Maria Teresa, que comandava os austríacos na Boêmia, se moveu muito devagar para salvar a fortaleza. O eleitor da Baviera, que agora se denominava arquiduque da Áustria, foi coroado rei da Boêmia (9 de dezembro de 1741) e eleito para o trono imperial como Carlos VII (24 de janeiro de 1742), mas nenhuma medida ativa foi tomada.
Na Boêmia, o mês de dezembro foi ocupado em meras escaramuças. No Danúbio, Khevenhüller, o melhor general do serviço austríaco, avançado em 27 de dezembro, rapidamente afastou os aliados, trancou-os em Linz e seguiu para a Baviera. Munique se rendeu aos austríacos no dia da coroação de Carlos VII.
No final deste primeiro ato da campanha, os franceses, sob o velho marechal de Broglie, mantiveram uma posição precária no centro da Boêmia, ameaçada pelo exército principal dos austríacos, e Khevenhüller estava sem oposição na Baviera. Frederico fez uma trégua secreta com a Áustria e, portanto, permaneceu inativo na Silésia.

### Campanha de 1742

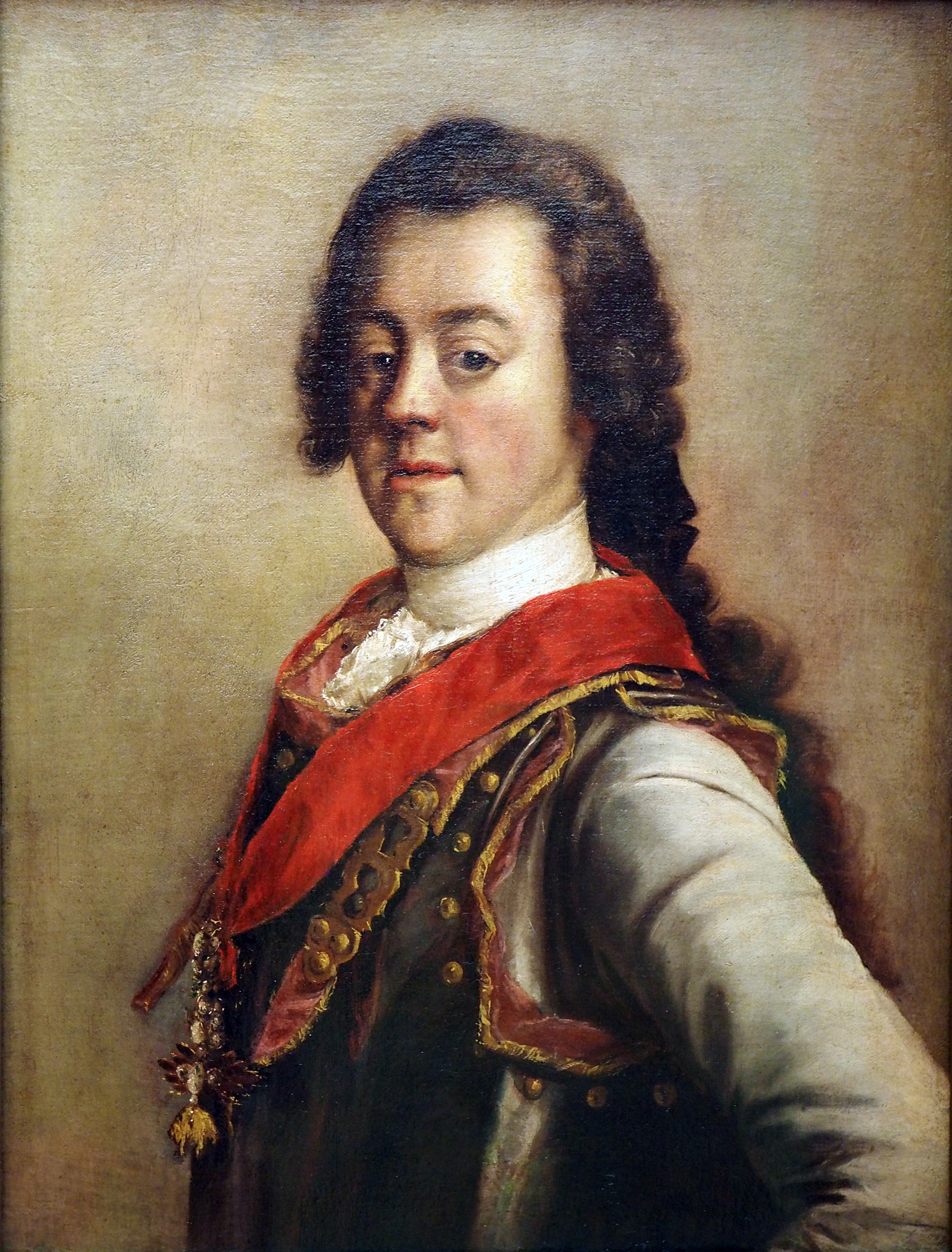
O príncipe Carlos Alexandre de Lorena. Por Antonio Guardi

Frederico esperava pela trégua garantir a Silésia, pela qual ele estava lutando; embora aliado aos franceses, ele não desejava vê-los se tornar o poder dominante na Alemanha através da destruição da Áustria. Por sua parte, os franceses tinham aspirações de dividir a maioria dos territórios dos Habsburgos entre eles, Prússia, Baviera e Saxônia. Mas com o sucesso de Khevenhüller e a entusiasta "insurreição" da Hungria, a oposição de Maria Teresa se tornou mais firme, e ela divulgou as disposições da trégua, para comprometer Frederico com seus aliados. A guerra recomeçou. Frederico não havia descansado ocioso sobre os louros. Na campanha de verão de 1741, sem intercorrências, encontrou tempo para começar a reorganização de sua cavalaria. O treinamento da cavalaria prussiana havia sido negligenciado pelo pai de Frederico — rei Frederico Guilherme I. Provavelmente porque ele próprio era um soldado de infantaria em sua essência, o treinamento da cavalaria também havia sido ignorado pelo "Velho Dessauer", que era o verdadeiro gênio por trás do exército prussiano. Frederico ficou desapontado com o desempenho de sua cavalaria na batalha de Mollwitz. No entanto, como resultado do treinamento de Frederico no verão de 1741, a cavalaria prussiana logo se adaptaria muito melhor nas próximas batalhas da Primeira Guerra Silesiana.
O imperador bávaro Carlos VII, cujos territórios foram invadidos pelos austríacos, pediu a ele que desviasse a Morávia. Em dezembro de 1741, portanto, o marechal de campo geral prussiano Kurt Christoph Graf von Schwerin atravessou a fronteira e capturou Olmutz. Glatz também foi investido e o exército prussiano concentrou-se em Olmutz em janeiro de 1742. Um plano combinado de operações foi feito pelos franceses, saxões e prussianos para o resgate de Linz. Mas Linz logo caiu. O general francês Broglie no Vltava, enfraquecido pela partida dos bávaros para se oporem a Khevenhüller, e dos saxões para unir forças com Frederico, não estava em condições de tomar a ofensiva, e grandes forças sob O príncipe Carlos de Lorena estava em sua frente, de Budweis a Jihlava.

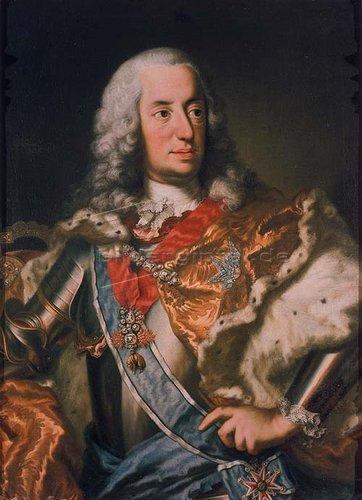
Carlos VII, sacro imperador romano e eleitor da Baviera

A marcha de Frederico foi feita em direção a Iglau em primeiro lugar. Brno foi invadida na mesma época (fevereiro), mas a direção da marcha mudou e, em vez de se mover contra o príncipe Carlos, Frederico avançou em direção ao sul por Znojmo e Mikulov. Os postos avançados extremos dos prussianos apareceram diante de Viena. Mas o avanço de Frederico foi uma mera incursão, e o príncipe Carlos, deixando uma tropa de soldados na frente de Broglie, marchou para cortar os prussianos da Silésia. Os saxões, descontentes e desmoralizados, logo partiram para seu próprio país, e Frederico, com seus prussianos, recuou por Svitavy e Litomyšl para Kutná Hora, na Boêmia, onde estava em contato com Broglie, por um lado, e com a Silésia, por outro. Nenhuma defesa de Olmutz foi tentada, e o pequeno corpo prussiano remanescente na Morávia recuou em direção à Alta Silésia.
O príncipe Carlos passou por Jihlava e Teutsch, em busca de Frederico. Em 17 de maio de 1742, Frederico se virou e enfrentou as forças austríacas que o perseguiam. Ele lutou contra os austríacos no que ficou conhecido como a Batalha de Chotusitz. Após uma luta severa, Frederico obteve uma grande vitória prussiana. Em Chotusitz, foi a cavalaria recém-reorganizada e treinada de Frederico que realmente conquistou a vitória e compensou suas falhas anteriores. A conduta da cavalaria deu uma perspectiva séria de sua glória futura, não só por seus encargos no campo de batalha, mas por sua busca vigorosa dos austríacos derrotados.
Quase ao mesmo tempo em que a Batalha de Chotusitz estava ocorrendo, o marechal de campo francês François Broglie caiu sobre uma parte dos austríacos deixados em Vltava e obteve um pequeno, mas moral e politicamente importante, sucesso na ação de Sahay, perto de Budweis (24 Maio de 1742). Frederico não propôs outro movimento combinado. A vitória de Frederico em Chotusitz, juntamente com a vitória do marechal-de-campo Broglie, convenceu Maria Teresa a buscar a paz, mesmo que isso significasse ceder a Silésia para melhorar sua posição em outro lugar. Assim, uma paz separada entre a Prússia e a Áustria foi assinada em Breslau em 11 de junho de 1742, o que levou ao fim da Primeira Guerra Silesiana. No entanto, a guerra da sucessão austríaca continuou.

### Campanha de 1743

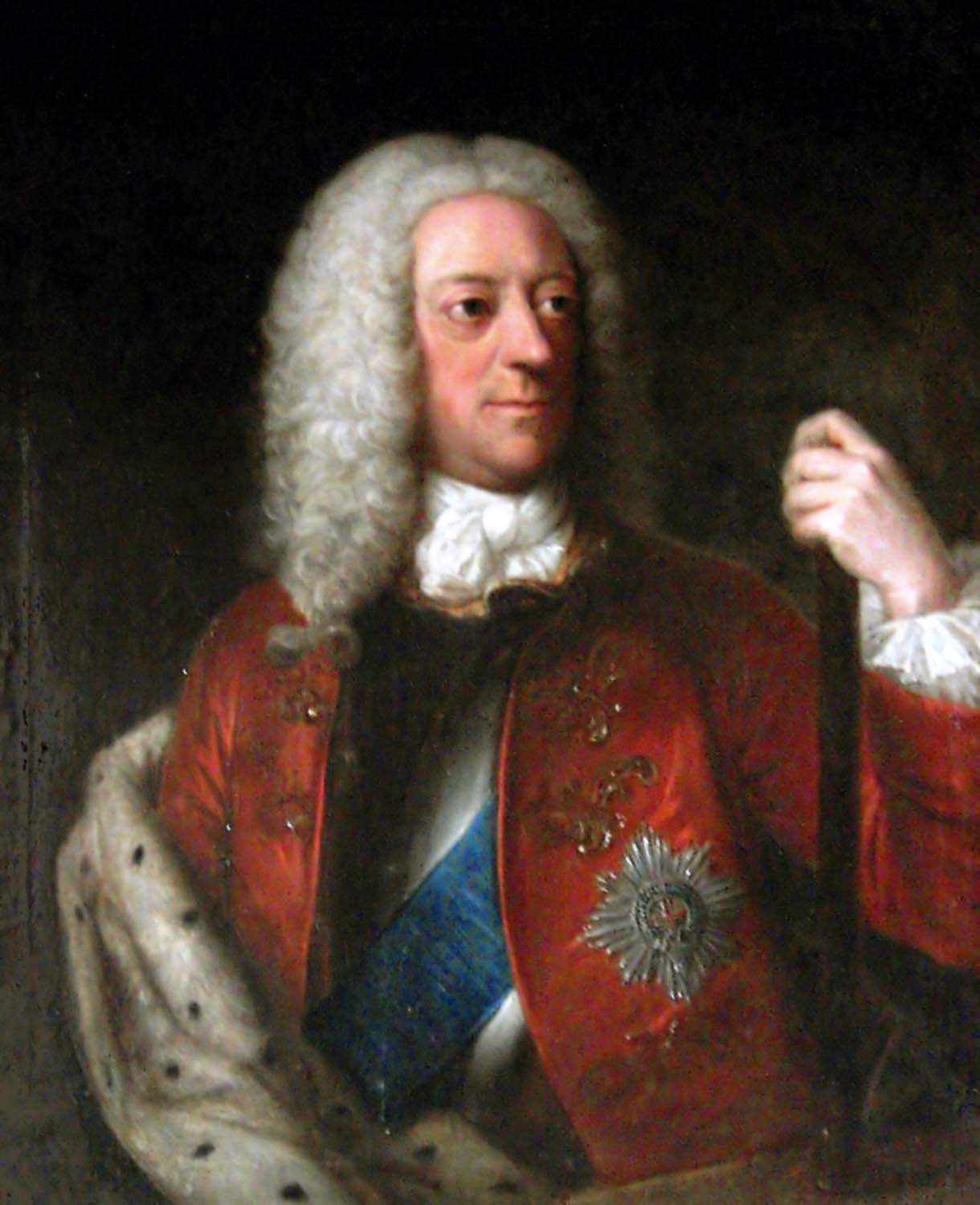
Jorge II da Grã-Bretanha, líder do chamado 'Exército Pragmático'

O ano de 1743 começou desastrosamente para as forças do novo Sacro Imperador Romano, Carlos VII. Os exércitos francês e bávaro não estavam trabalhando bem juntos, e o marechal-de-campo Broglie havia sido colocado no comando do exército aliado na Baviera. Isso criou tensão entre Broglie e os comandantes da Baviera. Broglie discutiu abertamente com o marechal de campo da Baviera Friedrich Heinrich von Seckendorff. Nenhuma resistência conectada foi oferecida à marcha convergente do exército do príncipe Carlos ao longo do Danúbio, Khevenhüller de Salzburgo em direção ao sul da Baviera e príncipe Lobkowitz da Boêmia em direção ao rio Naab. Os bávaros, sob o comando do conde Minuzzi, sofreram um severo revés na cidade de Simbach perto de Braunau, em 9 de maio de 1743, nas mãos do príncipe Carlos.
Agora, um exército anglo-aliado comandado pelo rei Jorge II recuou pelo rio Main até a vila de Hanau. Este exército foi formado no baixo Reno após a retirada do exército francês (da Vestefália), sob o comando do marquês de Maillebois. Esse exército aliado ficou conhecido como "Exército Pragmático", porque foi retirado de uma confederação de estados que apoiavam a Sanção Pragmática de 1713, o que tornou Maria Teresa a única herdeira dos territórios dos Habsburgos.

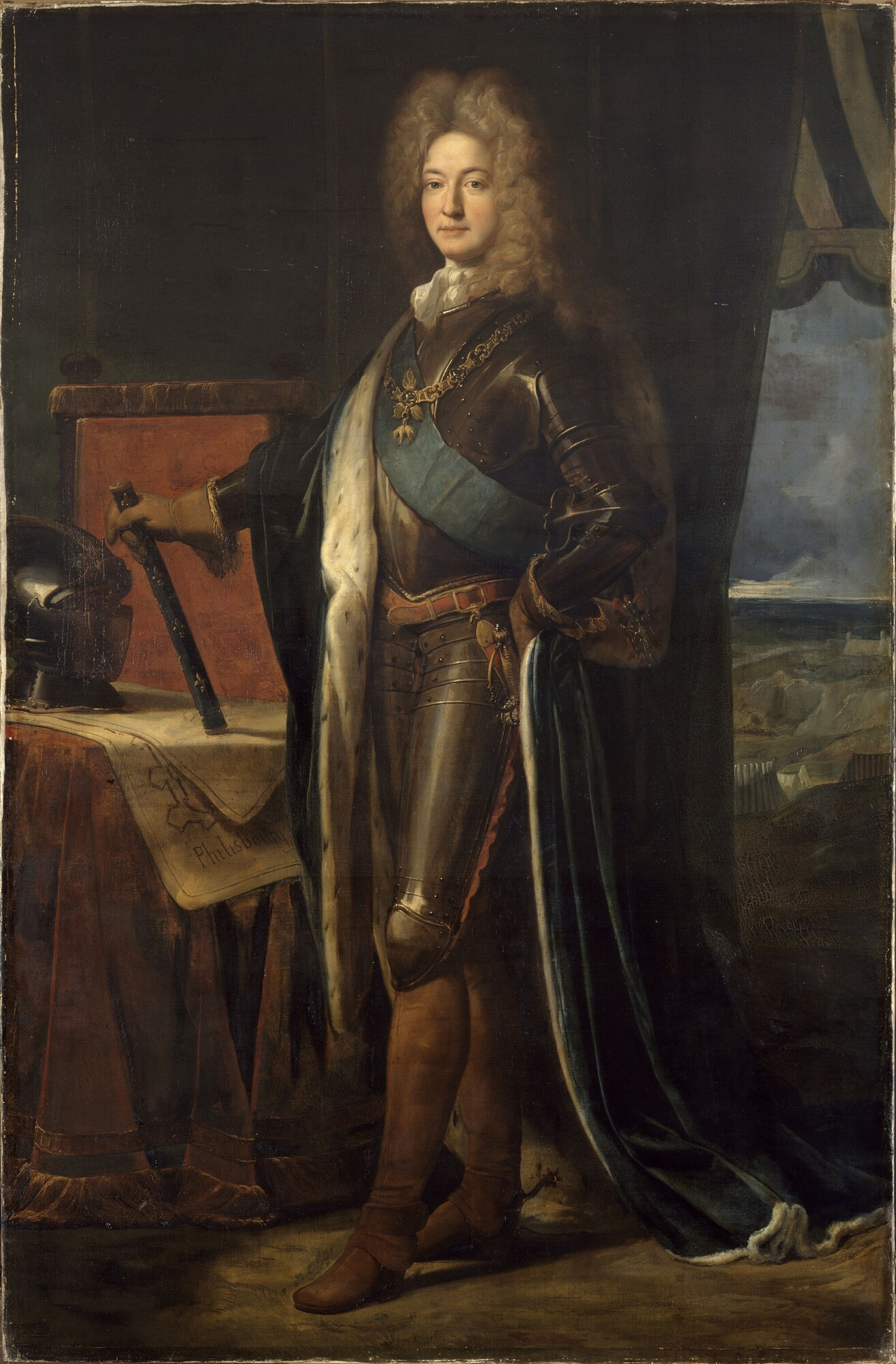
O duque de Noailles

O Exército Pragmático avançava para o sul, subindo o Meno até Neckar antes desse retiro, no verão de 1743. Um exército francês, sob o marechal Noailles estava sendo reunido no meio do Reno para lidar com essa nova força. O marechal Noailles antecipou corretamente que, dados os problemas enfrentados pelo exército pragmático, Jorge II levaria todo o exército pragmático de volta ao Meno. O marechal Noailles fez planos para criar uma armadilha para o exército pragmático e destruí-lo. No entanto, o aliado do marechal Noailles, marechal Broglie, estava agora em retirada total. Fortalezas da Baviera foram entregues um após o outro ao príncipe Carlos. O exército francês do marechal Noailles, no entanto, ainda pretendia encontrar a vitória, enquanto o exército franco-bávaro do marechal de Broglie se retirava para a França. Em Dettingen, Noailles tentou uma ousada manobra para envolver o exército britânico, mas seu subordinado, o duque de Gramont, sem ordens, atacou o exército pragmático e foi derrotado com pesadas baixas.
O rei Frederico da Prússia ficou aterrorizado com a derrota em Dettingen. Frederico viu que agora enfrentava uma coalizão de rivais em potencial que incluía Áustria, Grã-Bretanha e Rússia. No entanto, Frederico logo percebeu que a coalizão contra ele não era tão forte quanto parecia à primeira vista. Nem a Áustria nem os britânicos souberam explorar sua vitória em Dettingen. O marechal Noailles foi levado quase ao Reno pelo rei Jorge. O exército francês e bávaro havia sido completamente enganado e estava em uma posição de maior perigo entre Aschaffenburg e Hanau no desfiladeiro formado pelas Colinas de Spessart e o rio Main. No entanto, o Exército Pragmático não acompanhou rapidamente o ataque. Assim, o marechal Noailles teve tempo de bloquear a tomada e havia postos por toda parte. Nesse ponto, as tropas aliadas tiveram que abrir caminho pelas linhas francesa e bávara. Ainda assim, devido às pesadas perdas infligidas aos franceses, a Batalha de Dettingen e o acompanhamento são justamente reconhecidos como uma notável vitória das armas anglo-austríacas-hanoverianas.

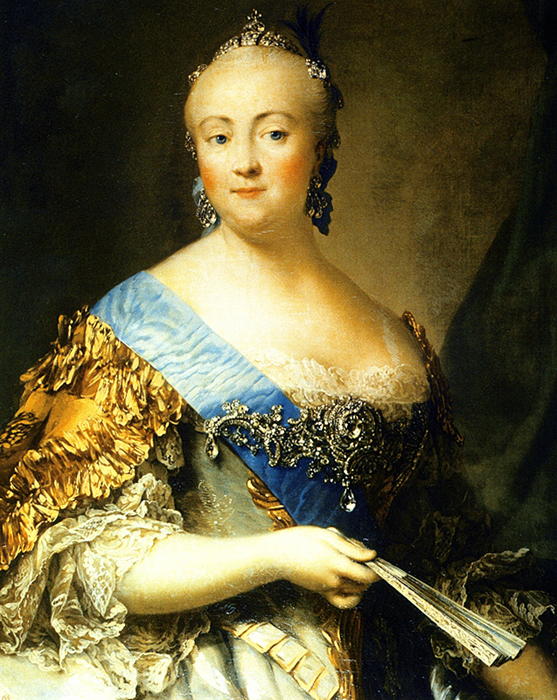
Imperatriz Isabel I da Rússia

A coalizão contra Frederico foi subitamente enfraquecida quando a corte de São Petersburgo descobriu um plano para derrubar a czarina Isabel e trazer de volta Ivan VI como czar, com sua mãe a grã-duquesa Anna Leopoldovna servindo como regente para a criança. As questões foram muito piores para os aliados do que contra Frederico já que um enviado austríaco foi encontrado intimamente envolvido na trama. A conspiração ficou conhecida como "Conspiração Botta".
O marechal Broglie, desgastado pela idade e pelos esforços, logo foi substituído pelo marechal Coigny. Broglie e Noailles estavam agora na defensiva estrita atrás do Reno. Nenhum soldado francês permaneceu na Alemanha, e o príncipe Carlos se preparou para forçar a passagem do rio Reno no Breisgau, enquanto Jorge II, rei da Grã-Bretanha, avançou por Mainz para cooperar, atraindo a atenção dos franceses. O exército anglo-aliado capturou Worms, mas depois de várias tentativas frustradas de atravessar o rio Reno, o príncipe Carlos entrou nos aposentos de inverno. O rei seguiu seu exemplo, atraindo suas tropas para o norte, para lidar, se necessário, com o exército que os franceses estavam concentrando na fronteira do sul da Holanda. Áustria, Grã-Bretanha, República Holandesa e Sardenha eram agora aliados. A Saxônia mudou de lado e a entrada da Suécia compensou a perda da Rússia para os aliados. Frederico ainda estava quieto. França, Espanha e Baviera continuaram ativamente a luta contra Maria Teresa.
Enquanto a conspiração de Botta capturava toda a atenção durante o verão de 1743, as negociações entre britânicos, austríacos e sardianos prosseguiam silenciosamente na cidade de Worms. Os austríacos temiam desesperadamente que Frederico II logo invadisse os domínios austríacos novamente. Assim, os austríacos buscaram uma paz separada com a Sardenha na Itália. Sob os termos do Tratado de Worms, assinado em 13 de setembro de 1743, os Habsburgos austríacos cederam todo o território da Itália, localizado a oeste do rio Ticino e do lago Maggiore, na Sardenha. Além disso, algumas terras ao sul do rio Pó também foram cedidas à Sardenha. Em troca, a Sardenha renunciou a sua reivindicação a Milão, garantiu a Sanção Pragmática e concordou em fornecer 40 mil tropas para um exército italiano conjunto para combater os Bourbons.

### Campanha de 1744

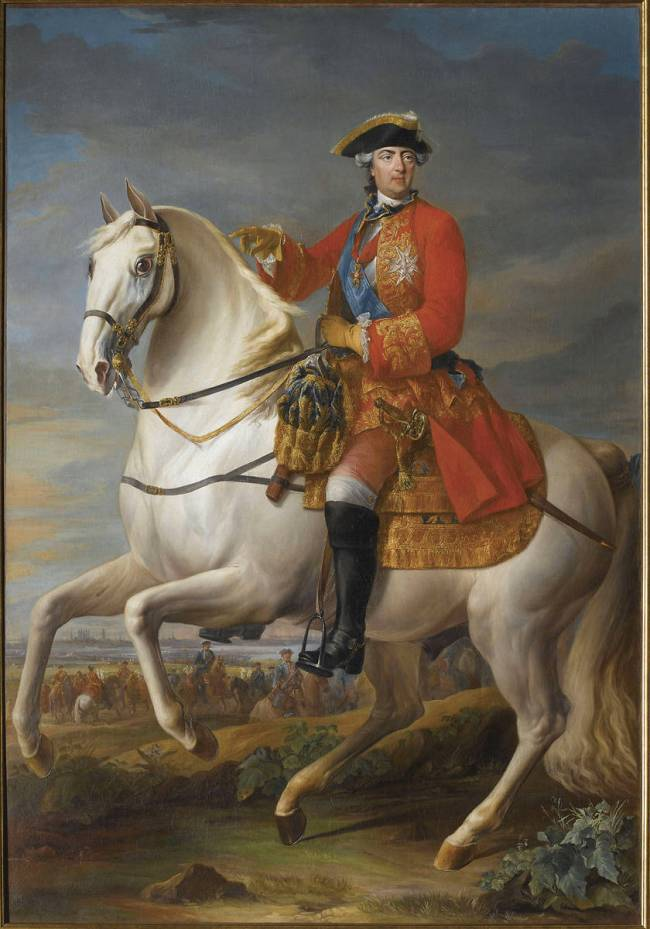
Retrato equestre de Luís XV da França por Louis-Michel van Loo

A Segunda Guerra da Silesiana começou em 1744. Frederico da Prússia ficou inquieto com o sucesso universal dos austríacos e sua aliança com a Sardenha. Consequentemente, ele secretamente concluiu outra aliança com Luís XV da França. A França havia se apresentado até então como auxiliar — seus oficiais na Alemanha usavam o cocar da Baviera — e estava oficialmente em guerra apenas com a Grã-Bretanha. Porém agora, os franceses declaravam guerra diretamente à Áustria e à Sardenha (abril de 1744).
Nesse ponto, os franceses planejavam uma distração que eles esperavam que levasse a Grã-Bretanha a deixar a guerra. Um exército francês foi reunido em Dunquerque para apoiar a causa de Carlos Eduardo Stuart em uma invasão da Grã-Bretanha. O príncipe Carlos Eduardo era filho de Jaime Francisco Eduardo Stuart, pretendente da casa Stuart ao trono britânico, que era filho de Jaime II, o último rei Stuart da Inglaterra. Jaime II foi deposto como rei da Inglaterra em 1688 em favor de sua filha Maria e seu marido, o príncipe protestante de Orange, Guilherme III da casa de Orange-Nassau. Uma parcela significativa da população britânica ainda esperava o retorno da família Stuart. Luís XIV da França havia prestado um grande apoio à causa Stuart. De fato, em 1715, a França patrocinou uma revolta na Escócia, à qual o pretendente Jaime se juntou, mas foi derrotada. Proibido retornar à França pelo novo rei, Luís XV, Jaime procurou refúgio em outro lugar. Finalmente, o Papa Clemente XI ofereceu a Jaime e sua família o uso do Palazzo Muti e uma anuidade vitalícia de 8 mil scudos romanos. Carlos Eduardo nasceu e viveu toda a sua vida no Palazzo Muti.

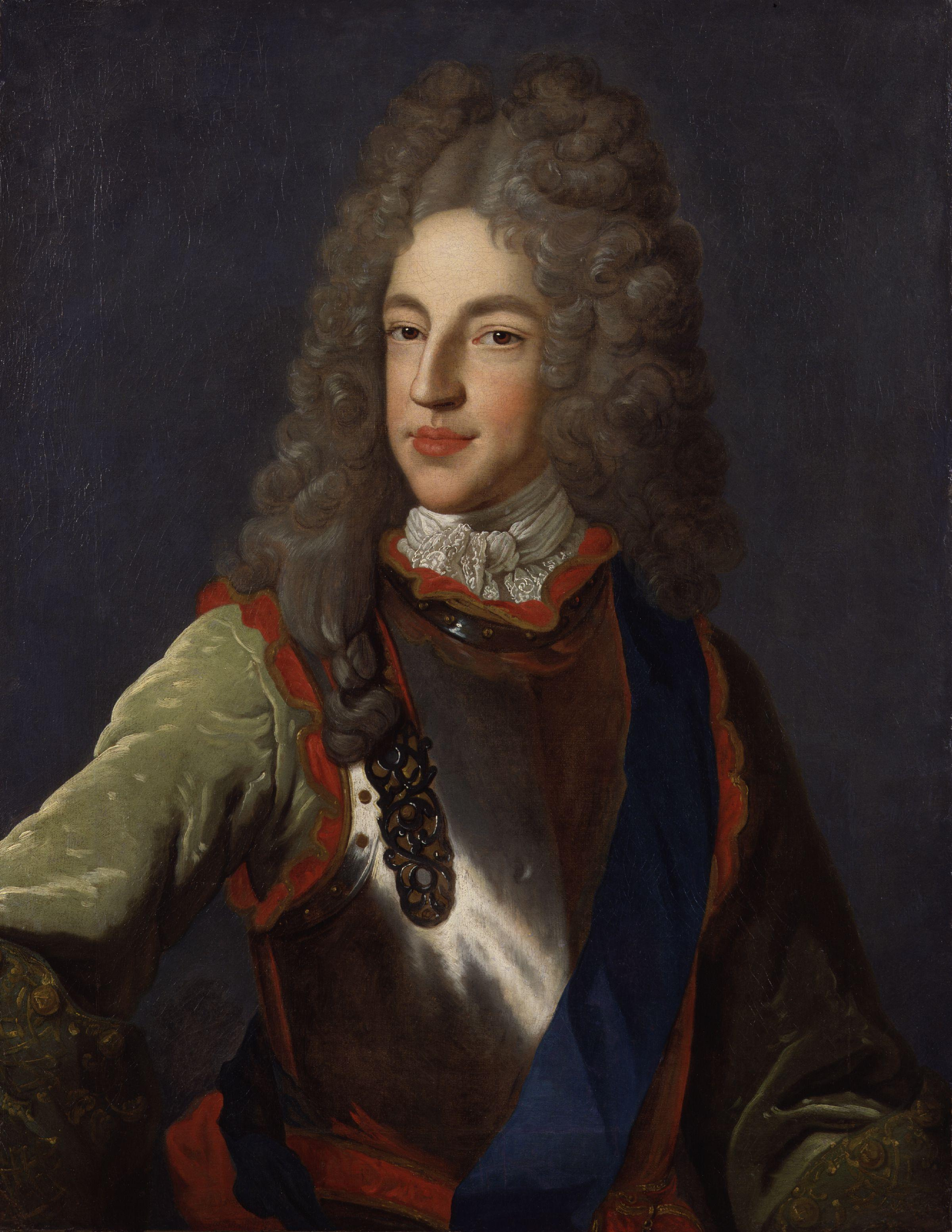
Jaime Francisco Eduardo Stuart, o 'Velho pretendente', por Alexis Simon Belle

Carlos Eduardo tinha muito mais carisma que seu pai, e agora Luís XV estava favoravelmente disposto a ajudá-lo a criar outro levante na Escócia. Luís XV enviou Drummond de Balhaldy como emissário da "corte" dos Stuart em Roma. Os planos franceses pediam que Carlos estivesse em Dunquerque, França, para se reunir com a frota em 10 de janeiro de 1744, mas Balhaldy havia chegado a Roma apenas em 19 de dezembro de 1743. Assim, havia muito pouco tempo a perder. Em 23 de dezembro de 1743, o pai de Carlos o nomeou "príncipe regente" para que ele pudesse agir em seu próprio nome. Na primavera de 1744, o príncipe Carlos secretamente chegou à França e estava prestes a embarcar nos navios que o levariam para a Inglaterra. No entanto, na noite anterior a embarcar, um feroz a tempestade explodiu (essa tempestade ficou conhecida como "Vento Protestante") e destruiu ou dispersou toda a frota. As tempestades violentas destruíram a tentativa de travessia e a invasão planejada foi abandonada. No entanto, Carlos não perdeu a esperança de restaurar a família Stuart ao trono da Inglaterra.
Durante as operações navais que foram possíveis preparativos para uma invasão francesa coordenada da Inglaterra, a maior batalha marítima da guerra ocorreu em 22 de fevereiro de 1744. Essa batalha naval ocorreu no Mediterrâneo, na costa de Toulon, na França. Uma grande frota britânica sob o comando do almirante Thomas Mathews, estava bloqueando a costa francesa. Uma força naval francesa e espanhola menor atacou o bloqueio britânico e danificou alguns dos navios britânicos, forçando-os a se retirarem e buscarem reparos. Assim, o bloqueio britânico da costa francesa foi aliviado e a frota espanhola aparentemente controlava o mar Mediterrâneo.
Um esquadrão espanhol se refugiou no porto de Toulon. A frota britânica observava cuidadosamente esse esquadrão de um porto a uma curta distância a leste. Em 21 de fevereiro de 1744, os navios espanhóis foram colocados no mar com uma frota francesa. O almirante Mathews pegou sua frota britânica e atacou a frota espanhola de 22 de fevereiro a 23 de fevereiro de 1744, no que ficou conhecido como a Batalha de Toulon. No entanto, a menor frota espanhola foi autorizada a escapar. Com o conhecimento de que uma frota francesa maior estava navegando para o resgate, a frota britânica foi obrigada a recuar.
Embora tecnicamente a Batalha de Toulon tenha sido considerada uma vitória inglesa, na Grã-Bretanha o público temia que os navios franceses e espanhóis combinados estivessem indo para o Estreito de Gibraltar e para uma reunião de navios em Brest para uma invasão planejada à Inglaterra. Como consequência, foram feitas recriminações amargas contra o almirante Mathews por deixar a frota espanhola-francesa escapar e, posteriormente, colocar a Inglaterra em risco de invasão. Consequentemente, Mathews foi julgado em tribunal naval sendo depois considerado culpado.
Enquanto isso, nos campos de batalha no norte da Europa, Luís XV em pessoa, com 90 mil homens, invadiu a Holanda austríaca e tomou Menin e Ypres em julho de 1744. Seu suposto oponente, embora desprovido de tropas russas, ainda consistia em o mesmo exército aliado, anteriormente comandado pelo rei Jorge II, e composto por tropas britânicas, holandesas, alemãs (hanoverianas) e austríacas.
Os franceses colocaram quatro exércitos em campo. No Reno, o marechal Coigny tinha 57 mil tropas contra 70 mil tropas aliadas sob o comando do príncipe Carlos. Um novo exército de mais de 30 mil soldados sob o príncipe de Conti foi localizado entre os rios Meuse e Moselle, que mais tarde ajudaria os espanhóis em Piemonte e na Lombardia. No entanto, esse plano foi deslocado imediatamente pelo avanço do príncipe Carlos, que, auxiliado pelo veterano marechal Traun, manobrou habilmente seu exército aliado sobre o Reno, perto de Philippsburg, em 1º de julho de 1744 e capturou as linhas de Weissenburg cortando o marechal Coigny e seu exército da Alsácia.
Um terceiro exército francês, composto por 17 mil homens sob o comando do duque d 'Harcourt, manteve Luxemburgo ocupado. Enquanto isso, o quarto exército francês entrou em campo no verão de 1744. Este era o exército da Flandres, com 87 mil homens e oficialmente sob o comando do rei da França, Luís XV, mas na verdade ele estava sendo militarmente aconselhado pelo marechal Noailles. Quando essas forças francesas invadiram a Holanda austríaca, elas superaram os exércitos aliados em uma proporção de quatro a três. Além disso, ao marcharem para a Holanda austríaca, encontraram uma resistência confusa oferecida pelas forças holandesas. Consequentemente, o exército francês da Flandres fez progressos rápidos nos países baixos austríacos. A situação tornou-se tão desesperadora para os holandeses que o governo holandês enviou um enviado ao rei da França para buscar a paz. Este pedido de paz foi rejeitado pelos franceses.
No entanto, a situação na Holanda austríaca foi alterada abruptamente pela bem-sucedida travessia do Reno em 30 de junho de 1744 pelo príncipe Carlos e seu exército aliado de 70 mil homens. O marechal Coigny, abriu caminho através do inimigo em Weissenburg e retirou-se para Estrasburgo. Luís XV abandonou a invasão do sul da Holanda e seu exército desceu para tomar uma parte decisiva na guerra na Alsácia e Lorena.
Finalmente, em 12 de julho de 1744, Frederico II da Prússia recebeu a confirmação de que o príncipe Carlos havia levado seu exército para além do Reno e para a França. Assim, Frederico sabia que Carlos não seria capaz de lhe apresentar nenhum problema imediato no leste. Consequentemente, em 15 de agosto de 1744, Frederico II cruzou a fronteira austríaca para a Boêmia e, no final de agosto, todas as 80 mil de suas tropas estavam na Boêmia. A atenção e os recursos da Áustria estiveram totalmente ocupados por algum tempo em uma renovação da guerra na Silésia. No entanto, nem Maria Teresa nem seus conselheiros esperavam que os prussianos marchassem tão rápido quanto eles. Consequentemente, a invasão de Frederico à Bohemia surpreendeu a corte austríaca e o rei prussiano quase não teve oposição na Boemia. Uma coluna composta por 40 mil soldados, sob o comando de Frederico, passou pela Saxônia; outra coluna de 16 mil homens sob o comando do "Jovem Dessauer" passou por Lusatia, enquanto uma terceira composta por 16 mil soldados sob o conde Schwerin avançou da Silésia. O destino das três colunas era Praga, e o objetivo foi alcançado em 2 de setembro. A cidade estava cercada e sitiada. Seis dias depois, a guarnição austríaca foi obrigada a se render. Três dias após a queda de Praga, Frederico capturou Tabor, Budweis e Frauenberg.
Maria Teresa voltou a emergir: uma nova "insurreição" entrou em campo na Hungria e um corpo de soldados foi reunido para cobrir Viena. Enquanto isso, diplomatas austríacos puxaram a Saxônia para o lado austríaco. Por causa da bem-sucedida campanha de Frederico na Boêmia, o príncipe Carlos tentou se retirar da Alsácia e atravessar o Reno mais uma vez e atacar os prussianos. Nesse ponto, os franceses tiveram uma excelente chance de atacar o príncipe enquanto ele estava em uma posição vulnerável, atravessando o Reno. No entanto, o comando militar francês estava distraído e não pôde tomar nenhuma ação, e Carlos conseguiu atravessar o Reno mais uma vez sem ser molestado pelos franceses. Os franceses foram incapazes de agir pois o rei Luís XV de repente ficou muito doente com varíola em Metz. A condição do rei era tão severa que muitos temiam por sua vida. Somente o Conde Seckendorf, comandante dos bávaros, perseguiu o príncipe Carlos.
Nenhum movimento foi feito pelos franceses, e Frederico se viu isolado e exposto ao ataque conjunto dos austríacos e saxões. O conde Traun, convocado pelo Reno, manteve o rei sob controle na Boêmia com uma força unida de austríacos e saxões. Os irregulares húngaros também infligiram inúmeros pequenos reveses aos prussianos. Finalmente, o Carlos chegou com o exército principal do oeste. A campanha lembrava a de 1742: o retiro prussiano era vigiado de perto e a retaguarda pressionava com força. Praga caiu e Frederico foi completamente enganado pelas forças unidas do príncipe e do conde Traun. O rei prussiano foi forçado a recuar para a Silésia com pesadas perdas. No entanto, os austríacos não ganharam posição na própria Silésia. No Reno, Luís XV, agora recuperado, sitiara e tomara Freiburg, enquanto as forças deixadas no norte foram reforçadas e sitiaram fortalezas do sul da Holanda. Houve também uma leve guerra de manobras no meio do Reno.

### Campanha de 1745
Em 1745, três das maiores batalhas da guerra ocorreram: Hohenfriedberg, Kesselsdorf e Fontenoy. A formação da Aliança Quádrupla da Grã-Bretanha, Áustria, República Holandesa e Saxônia foi concluída em Varsóvia em 8 de janeiro de 1745 pelo Tratado de Varsóvia. Doze dias depois, em 20 de janeiro de 1745, a morte do Sacro Imperador Romano, Carlos VII, submeteu o título imperial a uma nova eleição. O Filho e herdeiro de Carlos VII, Maximiliano III da Baviera, nem sequer era considerado candidato ao trono imperial. O exército bávaro foi novamente infeliz. Capturado em seus quarteis dispersos de inverno (ação de Amberg, 7 de janeiro), foi conduzido de ponto a ponto por uma manobra do exército austríaco, sob o comando conjunto do conde Batthyány, do barão Bernklau e do conde Browne. Todas as guarnições da Baviera fugiram para o leste. O exército bávaro, sob o comando do conde Törring, foi dividido e paralisado. Os franceses na área sob o conde Ségur marcharam para salvar o dia. A força do conde Sègur ultrapassou o exército austríaco sob o comando do conde Batthyany, mas Sègur e o exército francês foram derrotados na batalha de Pfaffenhofen. O jovem eleitor Maximiliano III teve que abandonar Munique mais uma vez. A paz de Füssen se seguiu em 22 de abril de 1745, pela qual Maximiliano III assegurou seus estados hereditários com a condição de apoiar a candidatura do grão-duque Francisco, consorte de Maria Teresa.
Frederico II da Prússia foi novamente isolado. Não se esperava ajuda da França, cujos esforços na época estavam centrados na campanha da Flandres. De fato, em 31 de março de 1745, antes de Frederico entrar em campo, Luís XV e o marechal da França Maurício da Saxônia, comandando um exército de 95 mil homens, a maior força da guerra, marcharam pelo vale de Scheldt e sitiaram Tournay. Tournay foi defendido por uma guarnição holandesa de 7 mil soldados. Em maio de 1745, um exército britânico sob o comando do duque de Cumberland tentou quebrar o cerco francês e aliviar Tournay. Mauricio (que acabara de ser nomeado marechal no exército francês) possuía uma inteligência muito boa e conhecia o caminho que Cumberland estava usando para atacar suas forças sitiantes. Assim, ele poderia selecionar o campo de batalha. Mauricio escolheu atacar o exército aliado britânico em uma planície no lado leste do rio Scheldt, a cerca de três quilômetros a sudeste de Tournay, perto da cidade de Fontenoy. Lá, a Batalha de Fontenoy foi travada em 11 de maio de 1745. Os combates começaram às 5 horas da manhã com uma barragem de artilharia francesa das forças aliadas britânicas, que ainda tentavam se mover em suas posições apropriadas para o ataque previsto a Tournay. Ao meio-dia, as tropas de Cumberland pararam e a disciplina começou a se dissolver. O exército aliado britânico buscou cobertura em um retiro. Foi uma vitória para os franceses que chamou a atenção da Europa, porque derrubou a mística da superioridade militar britânica e destacou a importância da artilharia. Em 20 de junho de 1745, após a Batalha de Fontenoy, a fortaleza de Tournay se rendeu aos franceses.
No verão de 1745, os franceses decidiram mais uma vez assumir a reivindicação de Carlos Eduardo Stuart ao trono britânico. O objetivo era iniciar uma revolta na Escócia que desviasse a atenção britânica da guerra no continente na Europa e poderia até exigir que a Grã-Bretanha deixasse a guerra completamente. Em 23 de julho de 1745, Carlos desembarcou na ilha de Eriskay, nas Hébridas, a noroeste do continente da Escócia. Em 25 de julho de 1745, ele partiu novamente para o continente. No final de agosto de 1745, Carlos Eduardo havia desembarcado na Escócia e começou a emitir pedidos de tropas leais à causa jacobita de colocá-lo no trono. O 'jovem pretendente' já havia coletado 1,3 mil escoceses preparados para lutar em seu exército jacobita. A defesa do domínio hanoveriano do rei Jorge II na Grã-Bretanha coube ao general Sir John Cope, um veterano da Batalha de Dettingen. Em 31 de agosto de 1745, Cope marchou para o norte com cerca de 2 mil soldados do governo britânico.
Carlos Eduardo chegou a Perth em 18 de setembro de 1745 e Edimburgo se rendeu a ele em 27 de setembro de 1745. Quando Cope levou seu exército para a cidade de Prestonpans, na Escócia, em 1º de outubro de 1745, ele escolheu um campo de restolho que considerava bem protegido para acampar suas tropas. No entanto, não era tão seguro quanto ele pensava, e ao nascer do sol, na manhã seguinte, em 2 de outubro de 1745, as tropas escocesas de Carlos atacaram e derrotaram o exército do governo britânico. Com a derrota do exército do governo em Prestonpans, parecia que toda a Escócia pertencia a Charles. Em novembro de 1745, seu exército consistia em 5 mil homens de infantaria e 300 cavaleiros. Em meados de novembro de 1745, ele atravessou a fronteira da Escócia e invadiu a Inglaterra.
Enquanto o exército jacobita se deslocava para o sul, na Inglaterra, Carlos Eduardo continuava assegurando às suas tropas que a ajuda e os reforços dos jacobitas ingleses chegariam a qualquer momento. Esse assessor e reforços eram desesperadamente necessários, pois os jacobitas eram muito menos numerosos que os três exércitos do governo britânico que já estavam em campo. Finalmente, em 6 de dezembro de 1745, em Derby, na região central inglesa, Carlos foi relutantemente persuadido por seus oficiais seniores a voltar para a Escócia. Ao ouvir sobre a reviravolta em Derby, os franceses desistiram de seus planos para uma invasão da Inglaterra. Os jacobitas sentiram que poderiam combater com mais segurança os hanoverianos em uma batalha defensiva em solo escocês, em vez de combater o exército do governo britânico na Inglaterra. Em 17 de janeiro de 1746, na Batalha de Falkirk Muir, 8 mil escoceses, o maior número de tropas reunidas pela causa jacobita durante o levante derrotou 7 mil tropas britânicas. Finalmente, no entanto, Carlos Eduardo e sua revolta foram derrotados em 27 de abril de 1746 na Batalha de Culloden.
As manobras dos exércitos de ambos os lados na guerra no alto Elba ocuparam o verão inteiro. Enquanto isso, as questões políticas da eleição imperial e de um entendimento entre a Prússia e a Grã-Bretanha estavam pendentes. Os principais esforços da Áustria foram direcionados para os vales do Meno e de Lahn e Frankfurt, onde os exércitos franceses e austríacos manobravam para uma posição a partir da qual prevaleceriam o corpo eleitoral. Marechal austríaco Traunteve sucesso e, como resultado, Francisco Estevão, o marido de Maria Teresa foi eleito Sacro Imperador Romano em 13 de setembro de 1745. Frederico concordou com a Grã-Bretanha em reconhecer a eleição alguns dias depois, mas Maria Teresa não estava em conformidade com o Tratado de Breslau de 1741, pelo qual ela foi forçada a reconhecer a anexação Silésia por parte da Prússia. Maria Teresa agora tentava um apelo adicional às fortunas da guerra para recuperar a Silésia. A Saxônia se juntou à Áustria nesta última tentativa de reconquistar o seu território perdido.
Em maio de 1745, o principal exército prussiano estava estacionado em Frankenstein. Este exército consistia em 59 mil soldados e estava equipado com 54 canhões pesados. Frederico descobriu que um exército combinado austríaco-saxão de cerca de 70 mil soldados sob o comando do príncipe Carlos estava em marcha para o nordeste, em direção a Landeshut. Para enfrentar esta ameaça à Silésia, Frederico II marchou para o norte em direção a Reichenbach. Antes de chegar a Reichenbach, Frederico descobriu que o príncipe estava atravessando as montanhas do oeste para o lado leste e que ele planejava ocupar a cidade de Hohenfriedberg. Por conseguinte, Frederico acampou seu exército em Schweidwitze esperou Carlos vir até ele. Neste local, Frederico colocou uma armadilha para as forças austríacas-saxãs superiores. De fato, o rei prussiano estava operando na teoria de que "para pegar um rato, deixe a armadilha aberta". Às 6h30 da manhã de 4 de junho de 1745, enquanto as tropas austríaco-saxônicas ainda estavam se recuperando de sua longa marcha, a armadilha foi lançada sobre eles na batalha de Hohenfriedberg. As forças austríacas-saxônicas não eram páreo para o exército de Frederico e especialmente sua cavalaria, e eles perderam metade de sua artilharia e quase um quarto de seus homens. Às 9h, o príncipe Carlos ordenou um retiro completo de volta a Reichenberg.
Um novo avanço do príncipe rapidamente levou à Batalha de Soor, em 30 de setembro de 1745, travada em terreno destinado a ser famoso na Guerra Austro-Prussiana de 1866. Frederico comandou um exército que naquela época contava com apenas 20 mil soldados nas proximidades de Soor. Ele estava enfrentando o Carlos Alexandre com um exército de 41 mil soldados. Estava inicialmente em uma posição de grande perigo, mas seu exército mudou de frente diante do inimigo que avançava e, por sua ousadia e tenacidade, obteve uma notável vitória em 30 de setembro de 1745 em Soor.
Mas a campanha não terminou. Um contingente austríaco do Meno juntou-se aos saxões sob o marechal de campo Rutowsky (1702-1764), e um movimento combinado foi feito na direção de Berlim por Rutowsky da Saxônia e o príncipe Carlos da Boêmia. O perigo foi grande. Frederico apressou suas forças da Silésia e marchou o mais rápido possível em Dresden, na Saxônia. Frederico venceu as ações de Katholisch-Hennersdorf em 24 de novembro de 1745 e Görlitz em 25 de novembro. Assim, o príncipe Carlos foi forçado a abandonar seus planos de atacar a Silésia e apressar-se a defender a Saxônia. Um segundo exército prussiano sob o 'Velho Dessauer' avançou a partir de Magdeburgo para combater Rutowsky. Este último assumiu uma posição forte em Kesselsdorf entre Meissen e Dresden, mas o veterano Leopoldo atacou-o diretamente e sem hesitação em 14 de dezembro de 1745. Os saxões e seus aliados foram completamente derrotados após uma dura luta na Batalha de Kesselsdorf. Leopoldo e Frederico então uniram suas forças e tomaram Dresden sem luta. Maria Teresa foi finalmente forçada a ceder. No Tratado de Dresden assinada em 25 de dezembro de 1745, ela reconheceu a anexação da Silésia, como reconhecida pela primeira vez na paz de Breslau em 1741. Frederico, por outro lado, reconheceu a eleição do marido de Maria Teresa, Francisco I, como Sacro Imperador Romano.

### Campanhas italianas, 1741–47

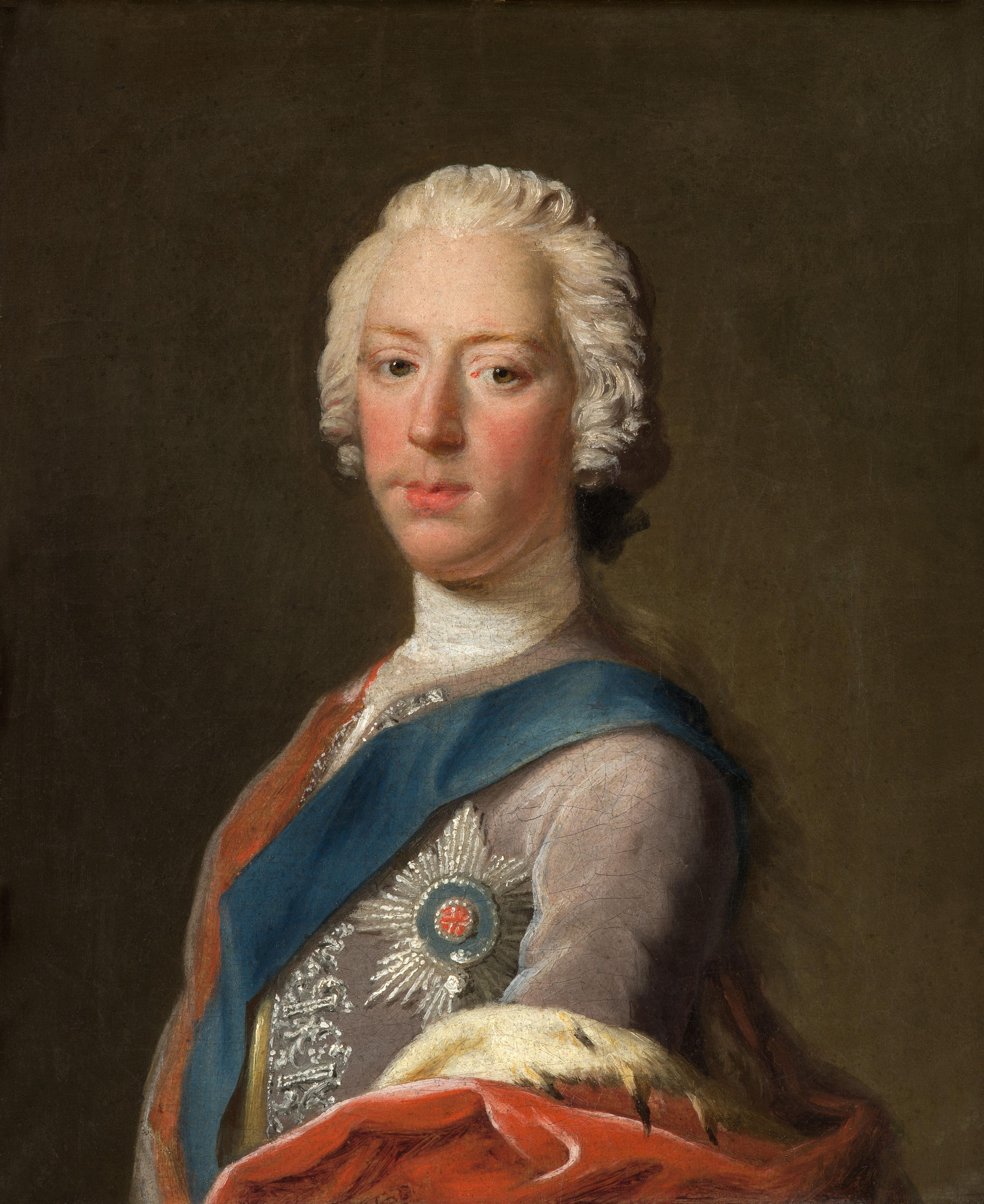
Carlos Eduardo Stuart, o 'Jovem pretendente', por Allan Ramsay. Carlos foi apelidado carinhosamente por seus apoiadores como Bonnie Prince Charlie'A família de Filipe V, por Louis-Michel van Loo

No centro da Itália, um exército de espanhóis e napolitanos foi reunido com o objetivo de conquistar os milaneses. Em 1741, o exército aliado de 40 mil espanhóis e napolitanos, sob o comando do duque de Montemar, avançou em direção a Modena, tendo o duque de Modena depois se aliado as espanhóis, porém, o vigilante comandante austríaco Conde Otto Ferdinand von Traun os derrotou, capturou Modena e forçou o duque a fazer uma paz separada.
A agressividade dos espanhóis na Itália forçou a imperatriz Maria Teresa da Áustria e o rei Carlos Emanuel da Sardenha a negociar no início de 1742. Essas negociações foram realizadas em Turim. Maria Teresa enviou seu enviado conde Schulenburg e o rei Carlos Emanuel enviou o marquês de Ormea. Em 1 de fevereiro de 1742, Schulenburg e Ormea assinaram a Convenção de Turim, que resolveu (ou adiou a resolução) de muitas diferenças entre a Áustria e Sardenha além de formalizar uma aliança entre os dois países. Em 1742, o marechal de campo Conde Traun resistiu com facilidade contra os espanhóis e napolitanos. Em 19 de agosto de 1742, Nápoles foi forçada pela chegada de um esquadrão naval britânico ao porto de Nápoles, a retirar suas 10 mil tropas da força de Montemar para fornecer defesa em casa. A força espanhola sob Montemar agora estava fraca demais para avançar no vale do Pó e um segundo exército espanhol foi enviado à Itália via França. A Sardenha aliou-se à Áustria na Convenção de Turim e, ao mesmo tempo, nenhum estado estava em guerra com a França, o que levou a complicações curiosas, com combates no vale de Isère entre as tropas da Sardenha e da Espanha, nas quais os franceses não participaram. No final de 1742, o duque de Montemar foi substituído como chefe das forças espanholas na Itália pelo conde Gages.
Em 1743, os espanhóis no Tanaro alcançaram uma vitória sobre Traun na batalha de Campo Santo em 8 de fevereiro de 1743. No entanto, os seis meses seguintes foram desperdiçados em inação e Georg Christian, juntando-se a Traun com reforços da Alemanha, levou os espanhóis de volta para Rimini. Observando de Veneza, Rousseau saudou o retiro espanhol como "a melhor manobra militar de todo o século". A guerra entre Espanha e Sardenha continuou nos Alpes sem muito resultado, sendo a única batalha de relevância ocorrendo em Casteldelfino (7 a 10 de outubro de 1743), quando uma ofensiva inicial da França foi derrotada.
Em 1744, a guerra italiana tornou-se séria. Antes da Guerra da Sucessão Espanhola (1701–1714), a Espanha e a Áustria eram governadas pela mesma casa real (Habsburgo). Consequentemente, as políticas externas da Áustria e da Espanha em relação à Itália tinham uma simetria de interesses e esses interesses eram geralmente opostos aos interesses da França controlada pela dinastia Bourbon. No entanto, desde o Tratado de Utreque e o fim da Guerra da Sucessão Espanhola, o último monarca dos Habsburgos sem filhos (Carlos II) foi substituído pelo neto Bourbon do rei francês Louis XIV, Filipe de Anjou, que se tornou Filipe V na Espanha. Agora, a simetria dos interesses da política externa em relação à Itália existia entre a França Borubon e a Espanha Bourbon, com a Austria Habsburgo normalmente em oposição. O rei Carlos Emanuel da Sardenha, seguiu a política, há muito estabelecida, de oposição à interferência espanhola no norte da Itália. Agora, em 1744, Sardenha enfrentava um grandioso plano militar dos exércitos espanhol e francês combinados (chamado exército de Gallispan) para a conquista do norte da Itália.
No entanto, ao implementar esse plano, os generais do exército de Gallispan foram prejudicados pelas diferentes ordens dadas de seus respectivos governos, além da inimizade entre alguns desses generais. Por exemplo, o comandante do exército espanhol em campo, o príncipe de Conti, não conseguia se dar bem ou até mesmo argumentar com o marquês de La Mina, o comandante supremo de todas as forças espanholas. Conti sentiu que o marquês "obedecia cegamente todas as ordens vindas da Espanha" sem considerar as realidades impostas pela Guerra. Em preparação para a campanha militar, as forças de Gallispan procuraram atravessar os Alpes em junho de 1744 e reagrupar o exército em Dauphiné, unindo-se ali com o exército no baixo Pó.

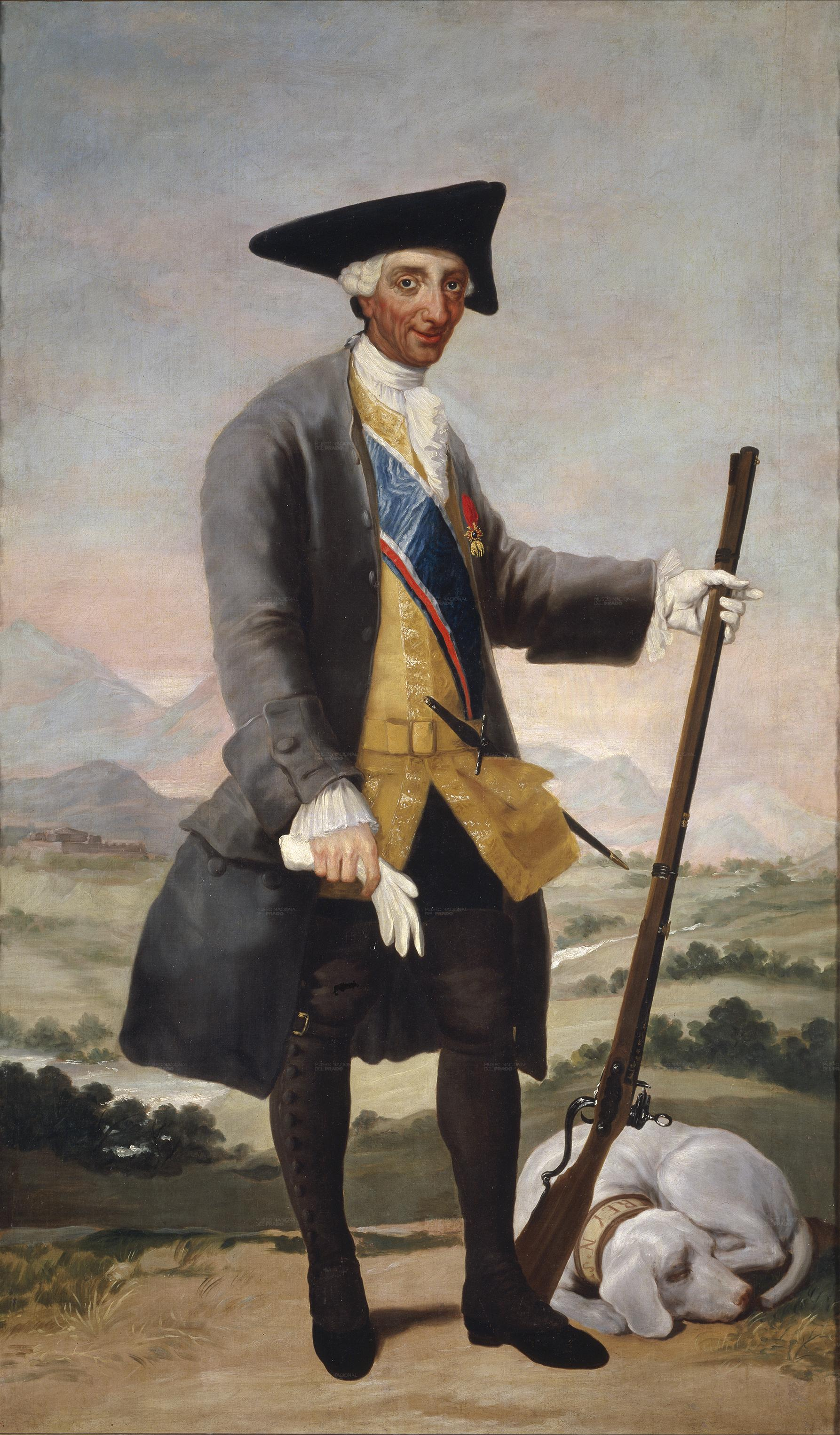
Carlos III da Espanha(A partir de 1759) e VII de Nápoles(Até 1759), por Francisco de Goya

O apoio de Gênova permitiu uma estrada para o centro da Itália. Enquanto o príncipe de Conti permaneceu no norte, o Conde Gages seguiu esta estrada para o sul. Mas então o comandante austríaco, o príncipe Lobkowitz, tomou a ofensiva e levou o exército espanhol do Conde de Gages mais para o sul, em direção à fronteira napolitana perto da pequena cidade de Velletri. Velletri, que antes era conhecida por ter sido o berço de César Augusto, agora de junho a agosto de 1744, tornava-se palco de extensas manobras militares entre o exército franco-espanhol sob o comando do Conde Gages e as forças austríacas sob o comando do príncipe Lobkowitz. O rei de Nápoles (o futuro Carlos III da Espanha) estava cada vez mais preocupado com o exército austríaco operando tão perto de suas fronteiras e decidiu ajudar os espanhóis. Juntos, um exército combinado de franceses, espanhóis e napolitanos surpreendeu o exército austríaco na noite de 16 a 17 de junho de 1744. Os austríacos foram encaminhados de três importantes colinas ao redor da cidade de Velletri durante o ataque. Essa batalha às vezes é chamada de "Batalha de Nemi", pois a pequena cidade de Nemi é localizada nas proximidades. Por causa desse ataque surpresa, o exército combinado conseguiu tomar posse da cidade de Velletri. Assim, o ataque surpresa também foi chamado de "primeira Batalha de Velletri ".
No início de agosto de 1744, o rei de Nápoles fez uma visita pessoal à cidade recém-capturada de Velletri. Ouvindo sobre a presença do rei, os austríacos desenvolveram um plano para um ousado ataque a Velletri. Durante o amanhecer de 11 de agosto de 1744, cerca de 6 mil austríacos, sob o comando direto do conde Browne, realizaram um ataque surpresa na cidade de Velletri. Eles estavam tentando sequestrar o rei de Nápoles durante sua estadia na cidade. No entanto, depois de ocupar Velletri e vasculhar toda a cidade, os austríacos não encontraram pistas do rei Carlos VII de Nápoles. Soube-se depois que Carlos, ao perceber o que estava acontecendo, fugiu pela janela do palácio onde estava hospedado e partiu seminu a cavalo para fora da cidade. Esta foi a segunda Batalha de Velletri. O fracasso do ataque a Velletri fez com que a marcha austríaca em direção a Nápoles tivesse terminado. Os austríacos derrotados foram ordenados ao norte, onde poderiam ser usados no Piemonte, no norte da Itália, para ajudar o rei da Sardenha contra o príncipe de Conti. O conde de Gages seguiu os austríacos para o norte com uma força fraca. Enquanto isso, o rei de Nápoles voltou para casa.
A guerra nos Alpes e nos Apeninos já havia sido intensamente contestada antes de o príncipe de Conti e o exército Gallispan descerem dos Alpes. Villefranche e Montalbán foram invadidos por Conti em 20 de abril de 1744. Depois de descer dos Alpes, o príncipe Conti iniciou seu avanço para o Piemonte em 5 de julho de 1744. Em 19 de julho de 1744, o exército Gallispan engajou o Exército da Sardenha em alguns combates desesperados em Peyre-Longue em 18 de julho de 1744. Como resultado da batalha, o exército Gallispan assumiu o controle de Casteldelfino naquilo que ficou conhecido como segunda Batalha de Casteldelfino. Conti então se mudou para Demonte onde, na noite de 8 a 9 de agosto de 1744, (apenas 36 horas antes do exército espanhol no sul da Itália travar a segunda Batalha de Velletri, como observado acima), o exército Gallispan tomou a fortaleza de Demonte dos sardenhos na batalha de Demonte. O rei da Sardenha foi derrotado mais uma vez por Conti em uma grande batalha em Madonna dell'Olmo em 30 de setembro de 1744, perto de Coni. Conti, no entanto, não conseguiu tomar a enorme fortaleza de Coni e teve que se retirar em Dauphiné para seus aposentos de inverno. Assim, o exército Gallispan nunca se juntou com o exército espanhol sob o conde de Gages, no sul, e agora o exército austro-sardiano estava entre eles.

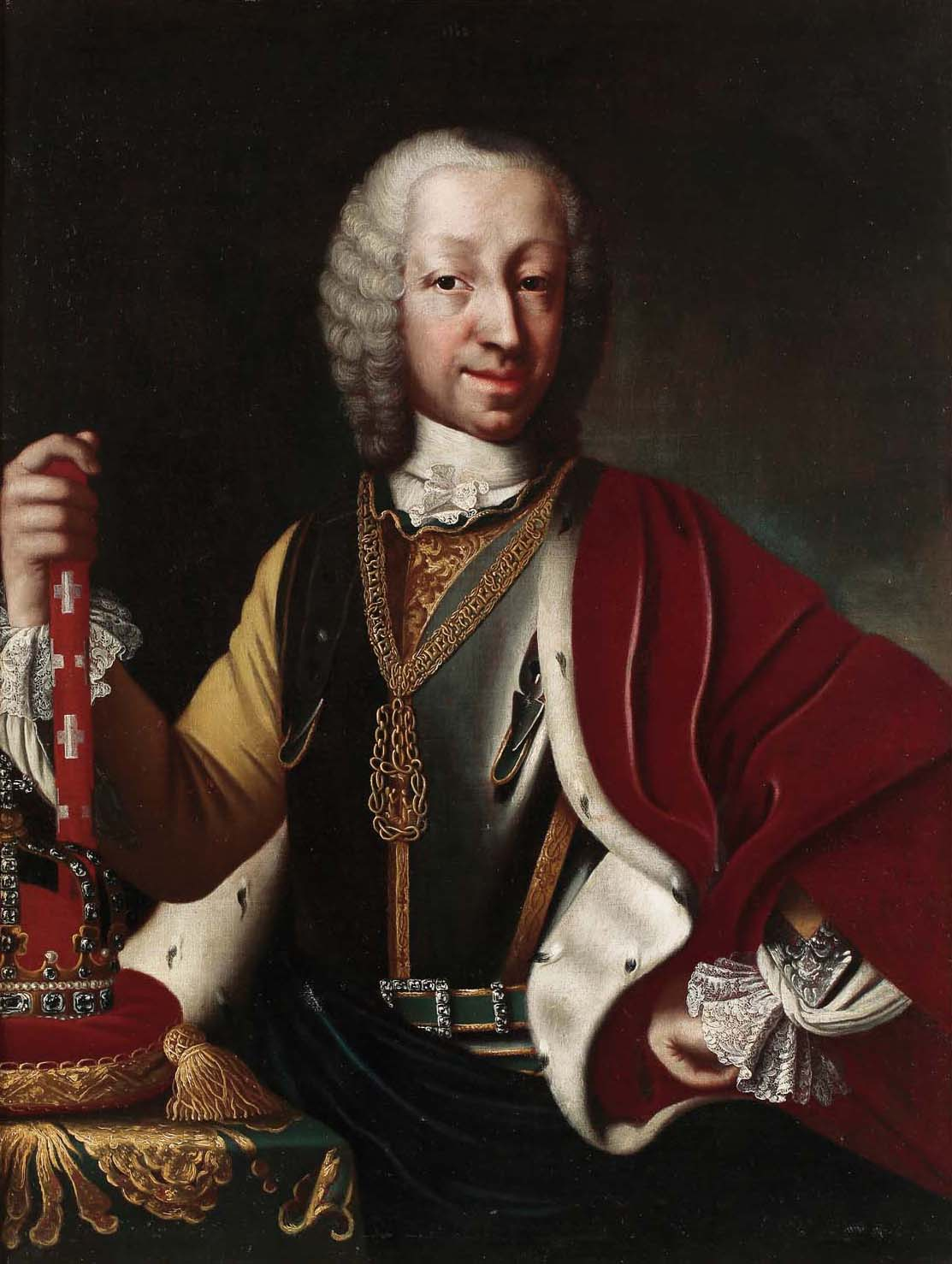
Carlos Emanuel III da Sardenha, por Maria Giovanna Clementi

A campanha na Itália em 1745 também não foi uma mera guerra de postos. A Convenção de Turim, de fevereiro de 1742 (descrita acima), que estabeleceu uma relação provisória entre a Áustria e a Sardenha, causou certa consternação na República de Gênova. No entanto, quando esse relacionamento provisório ganhou um caráter mais durável e confiável na assinatura do Tratado de Worms (1743), assinado em 13 de setembro de 1743, o governo de Gênova ficou com medo. Esse medo do isolamento diplomático fez com que a República Genovesa abandonasse sua neutralidade na guerra e se juntasse à causa Bourbon. Consequentemente, a República assinou um tratado secreto com os aliados bourbônicos: França, Espanha e Nápoles. Em 26 de junho de 1745, Gênova declarou guerra à Sardenha.
A imperatriz Maria Teresa, ficou frustrada com o fracasso de Lobkowitz em impedir o avanço de Gage. Consequentemente, Lobkowitz foi substituído pelo conde Schulenburg. Uma mudança no comando dos austríacos encorajou os aliados bourbônicos a atacar primeiro na primavera de 1745. Consequentemente, o Conde de Gages mudou-se de Modena em direção a Lucca, o exército Gallispan nos Alpes sob o novo comando do marechal Maillebois (O príncipe Conti e o marechal Maillebois haviam trocado comandos durante o inverno de 1744-1745), avançando pela Riviera italiana até o Tanaro. Em meados de julho de 1745, os dois exércitos estavam finalmente concentrados entre os Scriviae o Tanaro. Juntos, o exército do Conde de Gage e o exército Gallispan compuseram um número extraordinariamente grande de 80 mil homens. Uma rápida marcha em Piacenza atraiu o comandante austríaco para lá e, na sua ausência, os aliados derrotaram completamente os sardenhos na batalha de Bassignano em 27 de setembro de 1745, uma vitória que foi rapidamente seguida pela captura de Alexandria, Valenza e Casale Monferrato.

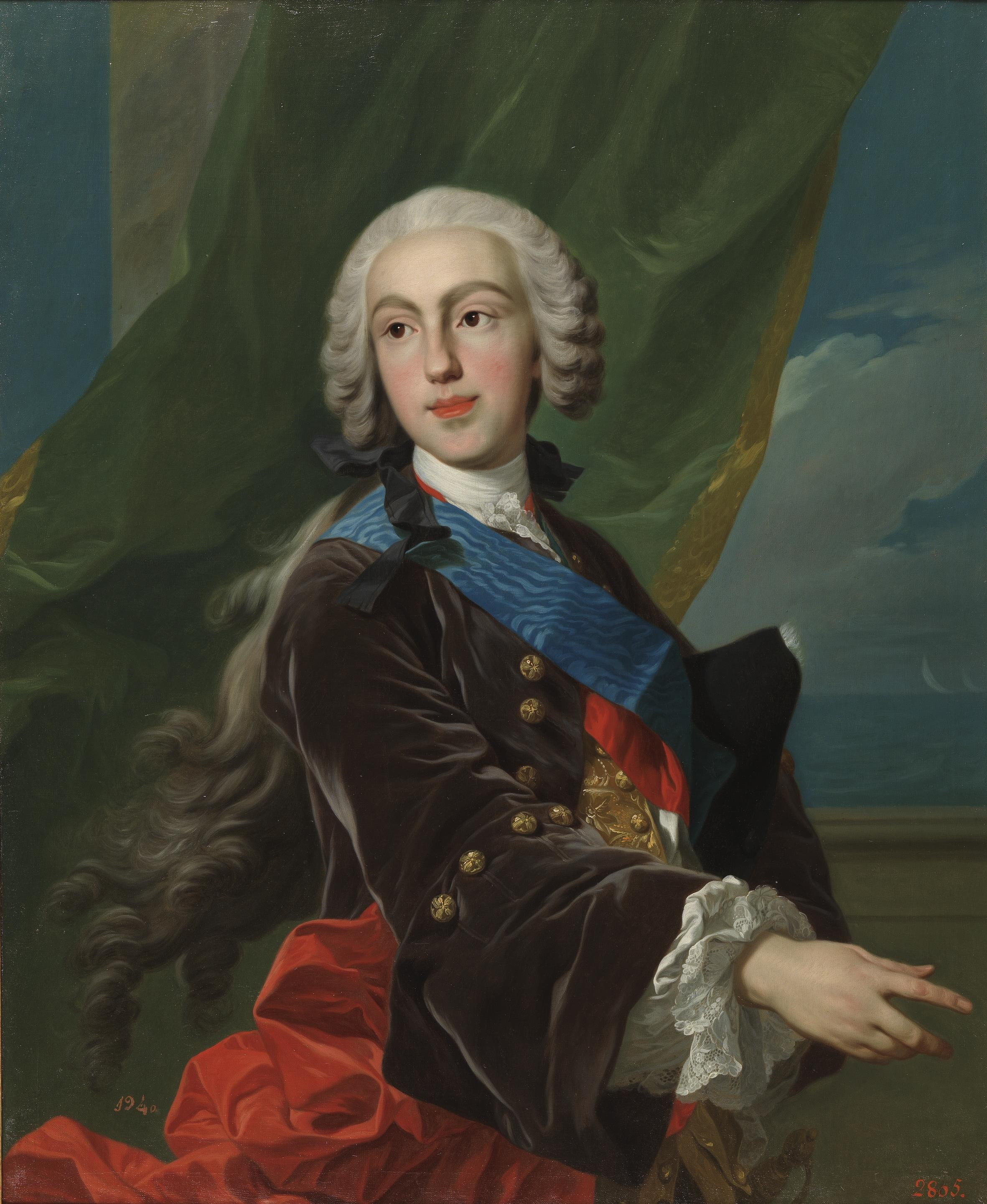
O Infante Filipe da Espanha, que posteriormente se tornaria duque de Parma, por Louis-Michel van Loo

A política complicada da Itália, no entanto, reflete-se no fato de que o conde Maillebois foi finalmente incapaz de levar sua vitória em consideração. De fato, no início de 1746, as tropas austríacas, libertadas pela paz austríaca com Frederico II da Prússia, passaram pelo Tirol para a Itália. Os quarteis de inverno Gallispan em Asti, Itália, foram bruscamente atacados e uma guarnição francesa de 6 mil homens em Asti foi forçada a capitular. Ao mesmo tempo, Maximilian Ulysses, com um corpo austríaco atacou os aliados no Baixo Pó e interrompeu a comunicação com o corpo principal do exército Gallispan no Piemonte. Uma série de ações menores destruiu completamente a grande concentração de tropas de Gallispan e os austríacos reconquistaram o ducado de Milão e tomaram posse de grande parte do norte da Itália. Os aliados se separaram, Maillebois cobrindo a Ligúria, os espanhóis marchando contra Browne. Este último foi rápido e tudo o que os espanhóis puderam fazer para se defender foi entrincheirar-se em Piacenza, enquanto Filipe, infante da Espanha e comandante supremo das forças espanholas, chamava Maillebois em seu auxílio. Os franceses, habilmente conduzidos e marchando rapidamente, uniram forças mais uma vez, porém sua situação era crítica, pois apenas duas marchas atrás deles o exército do rei da Sardenha estava em perseguição e diante deles estava o principal exército dos austríacos. A batalha de Placência, em 16 de junho de 1746, foi acirrada, mas terminou em uma vitória austríaca, com o exército espanhol fortemente espancado. Essa vitória, permitiu que a Áustria ocupasse Gênova e o norte da itália até o final da Guerra.

### Os Países Baixos, 1745–48

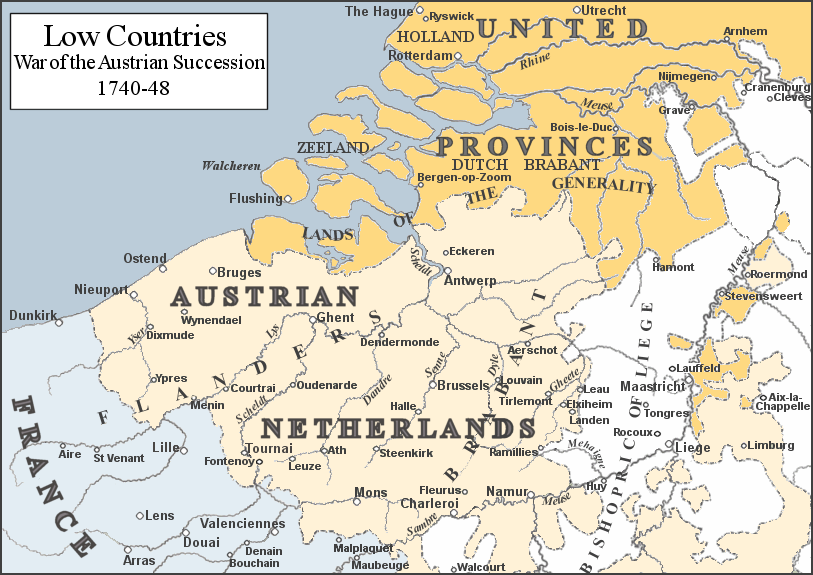
Mapa dos países baixos austríacos em 1740. Luís XV pretendia tornar o Infante Filipe, que era casado com sua filha Luísa Isabel da França o rei dessas terras, mas não obteve sucesso. Filipe virou Duque de Parma após o fim da guerra de sucessão austríaca

Os britânicos e holandeses se retiraram de Fontenoy em boa ordem, mas a ascensão jacobita apoiada pela França em agosto de 1745 obrigou os britânicos a transferir tropas da Flandres para lidar com isso. No final de 1745, os franceses mantinham as cidades estratégicas de Ghent, Oudenarde, Bruges e Dendermonde, bem como os portos de Ostend e Nieuwpoort, ameaçando os vínculos da Grã-Bretanha com os Países Baixos.
Durante 1746, os franceses continuaram seu avanço na Holanda austríaca, tomando Antuérpia e depois retirando as forças holandesas e austríacas da área entre Bruxelas e o Meuse. Depois de derrotar a rebelião jacobita em Culloden, os britânicos lançaram um ataque diversório a Lorient em uma tentativa frustrada de desviar as forças francesas, enquanto o ''novo'' comandante austríaco, Carlos de Lorena, foi derrotado por Maurício da Saxônia na batalha de Rocourt em outubro.
A própria República Holandesa estava agora em perigo e, em abril de 1747, os franceses começaram a reduzir suas fortalezas de barreira ao longo da fronteira com a Holanda austríaca. Em Lauffeld, em 2 de julho de 1747, Maurício conquistou outra vitória sobre um exército britânico e holandês sob o príncipe de Orange e Cumberland; os franceses então cercaram Maastricht e Bergen op Zoom, que caíram em setembro.
Esses eventos deram maior urgência às negociações de paz em andamento no Congresso de Breda, que ocorreu ao som da artilharia francesa atirando em Maastricht. Após a sua aliança renovada com a Áustria, um exército de 30 mil russos marcharam do Livonia ao Reno, mas chegou tarde demais para ser de uso. Maastricht rendeu-se em 7 de maio e em 18 de outubro de 1748, a guerra terminou com a assinatura da Paz de Aquisgrão.

## A paz de 1748

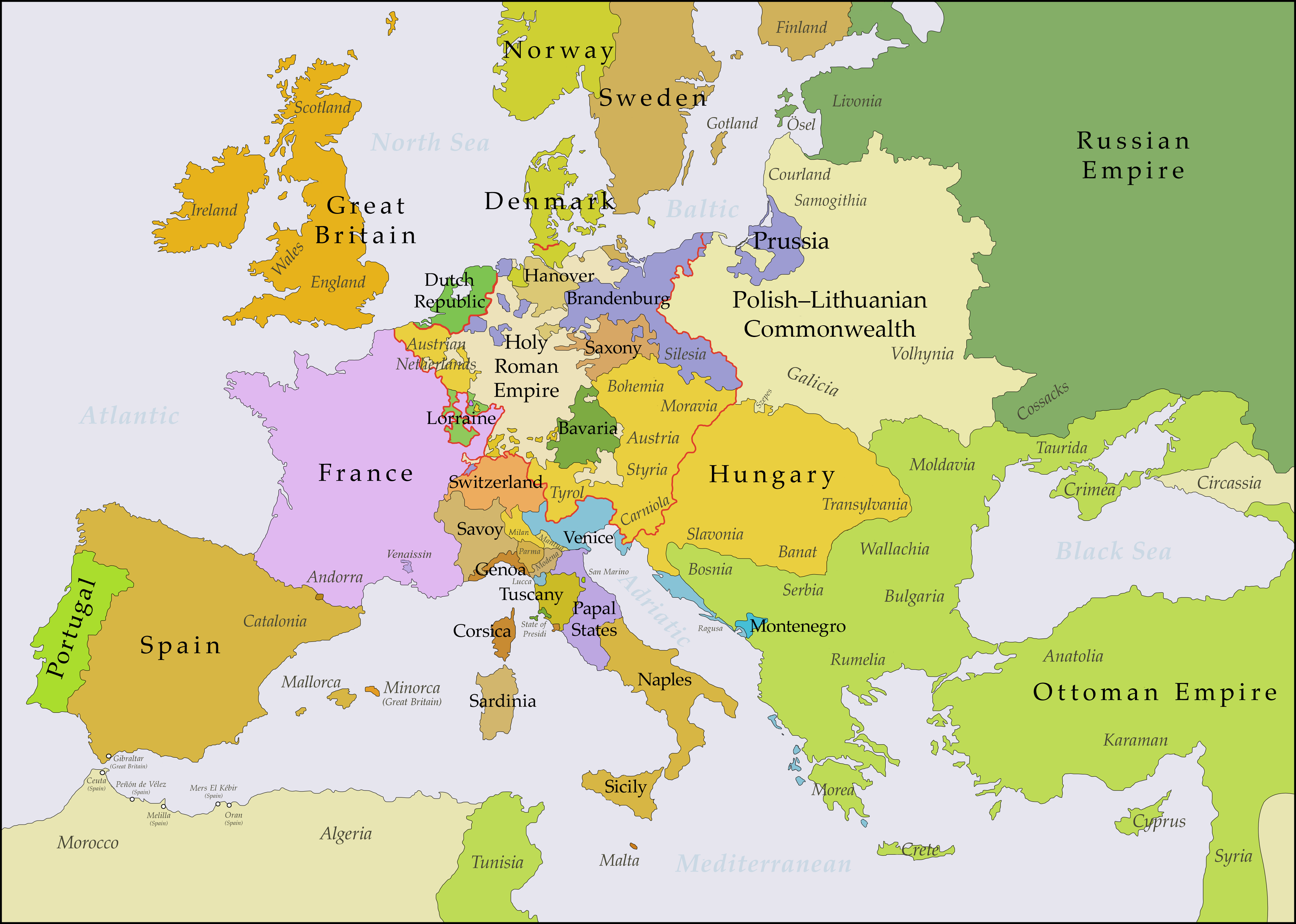
Mapa da Europa após a assinatura do Tratado de Aquisgrão em 1748

As negociações entre a Grã-Bretanha e a França aconteciam em Breda desde junho de 1746; os termos que eles concordaram foram impostos às outras partes em Aquisgrão. Apesar de suas vitórias na Flandres, o ministro das Finanças da França, Machault, alertou repetidamente sobre o colapso iminente de seu sistema financeiro. O bloqueio naval britânico levou ao colapso das receitas da alfândega francesa e causou severa escassez de alimentos, especialmente entre os pobres; depois da segunda batalha de cabo Finisterra, em outubro, a marinha francesa não podia mais proteger suas colônias ou rotas comerciais.
Isso foi seguido em novembro por uma convenção entre a Grã-Bretanha e a Rússia; em fevereiro de 1748, um corpo russo de 37 mil chegou à Renânia. Embora a cidade holandesa de Maastricht tenha se rendido às forças francesas em maio de 1748, o fim da guerra era cada vez mais urgente. Luís XV, portanto, concordou em devolver a Holanda austríaca, cuja aquisição custara tanto. Poucos compatriotas entenderam essa decisão; combinado com a falta de benefícios tangíveis para ajudar a Prússia, levou à frase "tão estúpido quanto a paz".
Foi criada uma comissão para negociar reivindicações territoriais concorrentes na América do Norte, mas fez muito pouco progresso. A Grã-Bretanha recuperou Madras, em troca da restauração de Louisbourg, na Nova Escócia, para a fúria dos colonos britânicos. Nenhum dos dois principais protagonistas parecia ter ganho muito por seu investimento e ambos viam o Tratado como um armistício, não como uma paz.
Na Áustria, as reações foram confusas; Maria Teresa estava determinada a recuperar a Silésia e se ressentia do apoio britânico à ocupação da Prússia. Por outro lado, o Tratado confirmou seu direito à monarquia, enquanto os Habsburgos haviam sobrevivido a uma crise potencialmente desastrosa, recuperaram a Holanda austríaca sem brigas e fizeram apenas pequenas concessões na Itália. As reformas administrativas e financeiras o tornaram mais forte em 1750 a 1740, enquanto sua posição estratégica foi fortalecida com a instalação dos Habsburgos como governantes de territórios importantes no noroeste da Alemanha, na Renânia e no norte da Itália.
Dos outros combatentes, a Espanha manteve sua predominância na América espanhola e obteve pequenos ganhos no norte da Itália. Com o apoio francês, a Prússia dobrou de tamanho com a aquisição da Silésia, mas duas vezes fez as pazes sem informar seu aliado; Luís XV já não gostava de Frederico e agora o via como indigno de confiança. A guerra confirmou o declínio da República Holandesa; combinado com a sensação de que recebiam pouco valor pelos subsídios pagos a Maria Teresa, a Grã-Bretanha passou a se alinhar com a Prússia e não com a Áustria, a fim de proteger Hanôver da agressão francesa.
Esses fatores levaram ao realinhamento conhecido como Revolução Diplomática de 1756 e Guerra dos Sete Anos de 1756 a 1763, que fora ainda maior em escala do que sua antecessora.